# Knesset
Die Knesset (Ivrit כְּנֶסֶת ‚Versammlung‘) ist das Einkammerparlament des Staates Israel in Givʿat Ram, Jerusalem. Es besteht aus 120 Abgeordneten, die für eine Legislaturperiode von vier Jahren nach dem Verhältniswahlrecht bei einer Sperrklausel von 3,25 Prozent gewählt werden. Die Knesset trat am 14. Februar 1949 zu ihrer ersten Sitzung zusammen. Die Wahl zur 25. Knesset fand am 1. November 2022 statt.

## Vorgeschichte
Der Name Knesset und die Zahl von 120 Abgeordneten leiten sich von der Knesset Ha-Gdola ab, der Großen Versammlung, wie sie in der Bibel im Buch Nehemia beschrieben wird. Diese jüdische Ratsversammlung tagte im 5. Jahrhundert v. Chr. unter Esra und Nehemia in Jerusalem, das heißt nach der Rückkehr der Juden aus dem Babylonischen Exil.
Organisation und Gepflogenheiten der Knesset sind stark von den Zionistischen Weltkongressen der World Zionist Organization beeinflusst. Anleihen wurden auch beim Parlament Palästinas des Jischuv während der Mandatszeit genommen; außerdem diente das britische Unterhaus als Vorbild für die Geschäftsordnung.
Der provisorische Staatsrat nahm am 14. Mai 1948, dem Tag der Unabhängigkeitserklärung, seine Tätigkeit auf. Er diente als Legislative und Exekutive, bis Wahlen abgehalten werden könnten. Der provisorische Staatsrat bestand aus 38 Mitgliedern und 27 Stellvertretern, sein Präsident war Chaim Weizmann. Auch wurde eine provisorische Regierung unter David Ben-Gurion gebildet.
Der Unabhängigkeitskrieg verhinderte zunächst die geplanten Wahlen, die erst am 25. Januar 1949, also neun Monate nach der Unabhängigkeitserklärung, abgehalten wurden.
Am 15. Schewat 5709, am Tu biSchevat, dem Neujahrsfest der Bäume nach dem jüdischen Kalender, das ist der 14. Februar 1949, trat schließlich die Verfassunggebende Versammlung zusammen. Sie wählte Yosef Sprinzak zu ihrem Präsidenten. Am 16. Februar gab sich die Versammlung den Namen „Knesset“.

## Wahlsystem

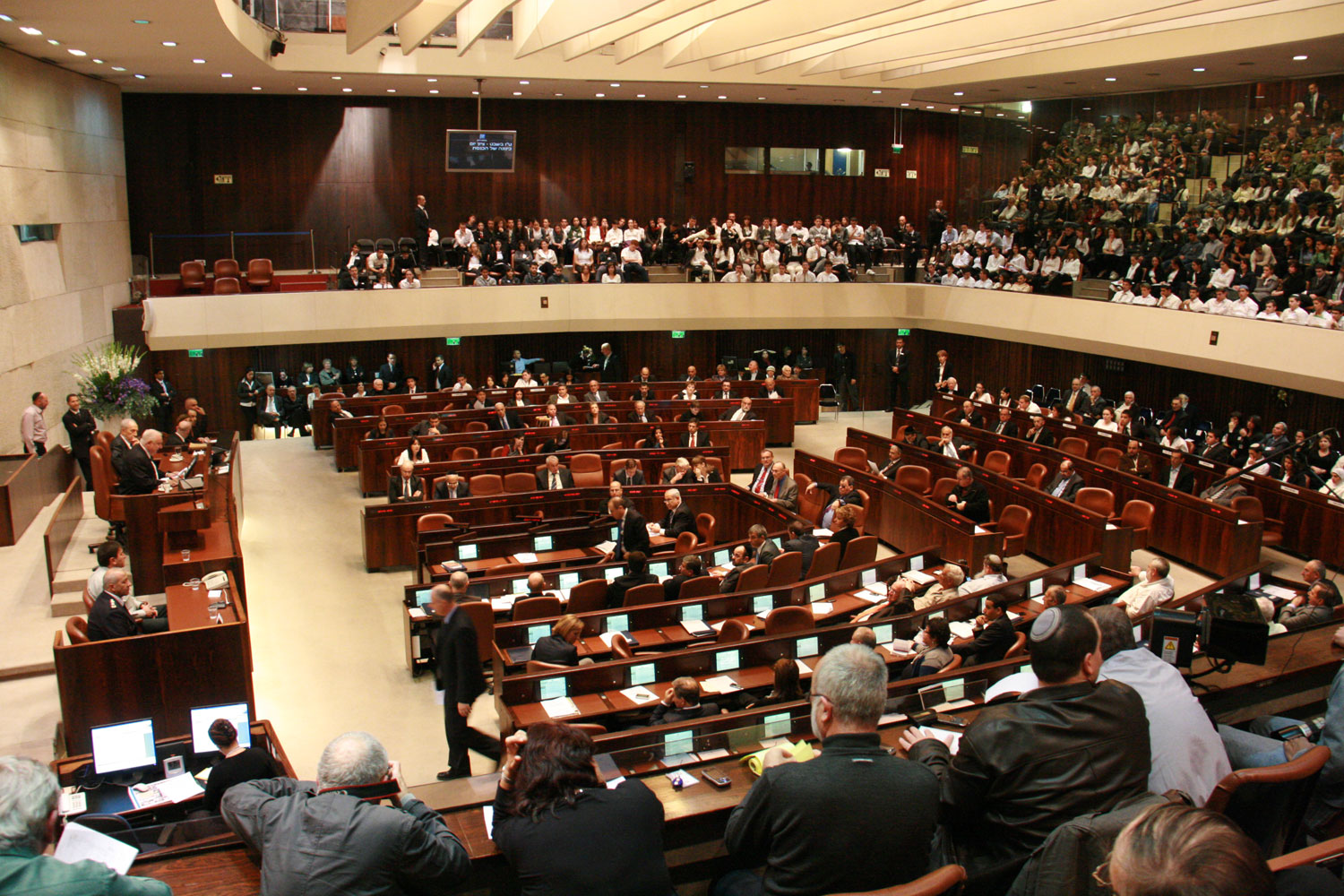
Der Sitzungssaal während der Feier zu 61 Jahren Knesset

Die 120 Abgeordneten werden auf vier Jahre gewählt. Wahlberechtigt ist jeder Bürger, der älter als 18 Jahre ist. Gewählt werden kann man ab Vollendung des 21. Lebensjahres. Seit 1985 ist gesetzlich festgelegt, dass niemand gewählt werden kann, der das Existenzrecht Israels verneint oder rassistische Positionen einnimmt. Am 31. Oktober 2007 beschloss die Knesset ein Gesetz, wonach das passive Wahlrecht entzogen werden kann, wenn ein feindliches Land ohne Erlaubnis besucht wurde.
Das ganze Land bildet einen gemeinsamen Wahlkreis. Die meisten Parteien halten Vorwahlen ab. Parteien, welche die am 11. März 2014 von 2 % auf 3,25 % erhöhte Sperrklausel überwinden, erhalten nach den Prinzipien der Verhältniswahl aus einer starren Liste Sitze nach dem Divisorverfahren mit Abrundung zugeteilt. Dieses Höchstzahlverfahren nach D’Hondt heißt in Israel Bader-Ofer-Methode.
Parteien können Listenverbindungen eingehen, an denen nicht mehr als zwei Listen beteiligt sein dürfen. In diesem Fall werden ihre Stimmen für die Sitzverteilung zusammengezählt, sofern beide die Sperrklausel überwinden. Innerhalb der Listenverbindung werden die Sitze nach dem Bader-Ofer-Verfahren (D’Hondt-Verfahren) verteilt.
Die niedrige Sperrklausel, die bis 1988 nur 1 Prozent, von 1992–2003 1,5 Prozent und 2006–2013 2 Prozent betrug, bewirkt, dass im israelischen Parlament viele und heterogene Parteien vertreten sind. Meist sind mehr als zehn Listenverbindungen in der Knesset vertreten. Nur einmal, in der achten Knesset von 1973 bis 1977, gab es lediglich neun Fraktionen.
Die Knesset wird turnusgemäß alle vier Jahre neu gewählt. Vorzeitige Neuwahlen können abgehalten werden, wenn sich das Parlament mit einem Sondergesetz mit einfacher Mehrheit selbst auflöst und einen neuen Wahltermin festsetzt, wenn das Haushaltsgesetz nicht innerhalb einer festgelegten Frist verabschiedet wird oder wenn der Staatspräsident auf Empfehlung des Premierministers das Parlament auflöst.

## Wahlergebnisse und Sitzverteilungen
- Wahlergebnisse: → Hauptartikel: Parlamentswahlen in Israel

- Sitzverteilung nach Sitzungsperioden und Parteien: → Hauptartikel: Liste der Knesset-Abgeordneten

## Kompetenzen und Gesetzgebungstätigkeit

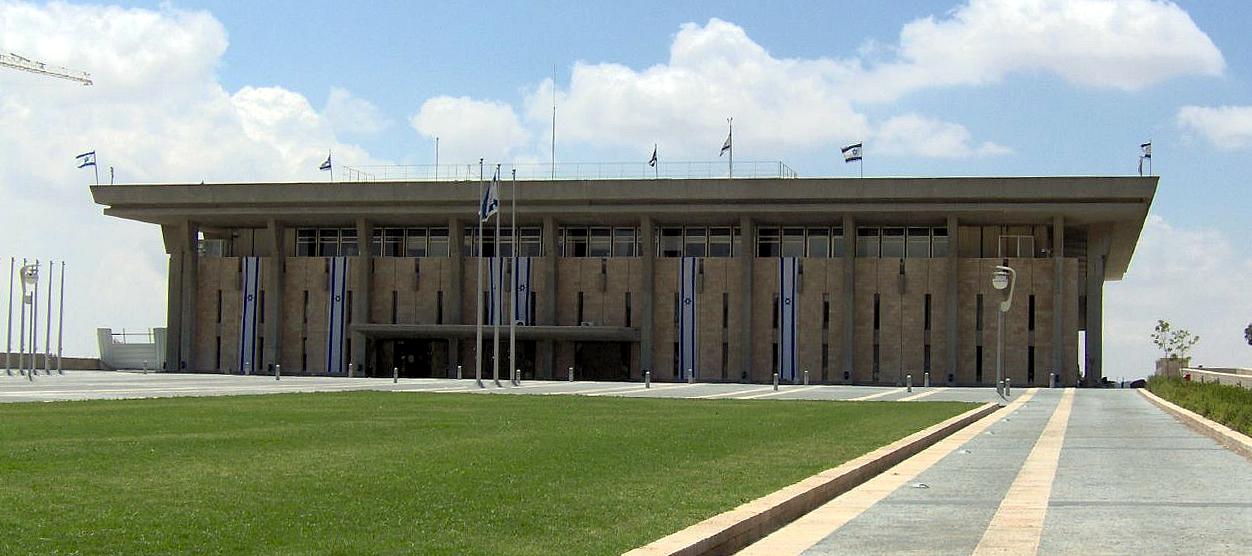
Knesset

Die Knesset verfügt über ein Selbstauflösungsrecht und kann andererseits eine Verlängerung der Legislaturperiode bestimmen. Die Knesset wählt den Staatspräsidenten und den Ombudsmann und kann beide gegebenenfalls abwählen.
Die Knesset arbeitet in Plenarsitzungen und in zwölf ständigen Ausschüssen:
- Hausausschuss
- Ausschuss für Außenpolitik und Sicherheit
- Haushaltsausschuss
- Wirtschaftsausschuss
- Ausschuss für Inneres und Umweltschutz
- Erziehungs- und Kulturausschuss
- Arbeits- und Sozialausschuss
- Verfassungs- und Rechtsausschuss
- Ausschuss für Einwanderung und Eingliederung
- Staatskontrollausschuss
- Ausschuss gegen Drogenmissbrauch
- Ausschuss für die Verbesserung der Stellung der Frau

In den Plenarsitzungen werden Debatten über die Arbeit der Regierung geführt und über die eingebrachten Gesetzesvorlagen beraten. Die Debatten der Knesset werden grundsätzlich auf Hebräisch, auf Wunsch aber auch in arabischer Sprache geführt, eine Simultanübersetzung steht zur Verfügung.
Um Gesetzeskraft zu erlangen, muss ein Gesetzentwurf drei Lesungen in der Knesset passieren. Jedes Knessetmitglied, die Regierung sowie die Knesset-Ausschüsse können Gesetze ins Parlament einbringen. Initiativen einzelner Abgeordneter müssen vorher eine zusätzlich vorbereitende Lesung passieren.
Während der ersten Lesung wird der Gesetzentwurf den Abgeordneten in der Plenarsitzung unterbreitet. Danach schließt sich eine kurze inhaltliche Debatte an, nach der der Entwurf an den zuständigen Knesset-Ausschuss überwiesen wird. Dort wird er ausführlich diskutiert und gegebenenfalls neu gefasst. Wenn der Ausschuss seine Arbeit abgeschlossen hat, kommt der Entwurf zu einer zweiten Lesung in die Plenarsitzung zurück. Ausschussmitglieder, die Einwände gegen den Entwurf haben, können diese in der Plenarsitzung zur Sprache bringen. Nach einer allgemeinen Debatte wird über jeden Artikel des Gesetzentwurfs abgestimmt. Falls die Gesetzesinitiative nicht an den Ausschuss zurückverwiesen wird, folgt unmittelbar danach die dritte Lesung, in der über den Gesetzentwurf als Ganzes abgestimmt wird. Wird der Gesetzentwurf angenommen, wird er zuerst vom Parlamentspräsidenten unterzeichnet. Anschließend erfolgt die Unterzeichnung durch den Präsidenten, den Premierminister und den verantwortlichen Minister. Danach wird sie im Regierungsbulletin veröffentlicht und zuletzt vom Justizminister ausgefertigt.
Gegen ein beschlossenes Gesetz kann vor dem Obersten Gerichtshof Klage erhoben werden. Das Oberste Gericht prüft die Verfassungsmäßigkeit eines Gesetzes und kann es gegebenenfalls für ungültig erklären.

## Mitglieder der Knesset
Die Abgeordneten der Knesset besitzen lebenslang persönliche Immunität vor Strafverfolgung. Während ihrer Amtszeit darf auch ihr Haus bzw. die Büroräume nicht durchsucht werden, mit Ausnahme von Zollkontrollen. Sie sind auch vor Festnahmen geschützt, es sei denn, sie begehen ein Gewaltverbrechen, Ruhestörung oder Landesverrat. Die Immunität kann von der Knesset aufgehoben werden.
Ein Mitglied der Knesset kann sein Mandat niederlegen. Seinen Rücktritt muss es dem Parlamentspräsidenten schriftlich mitteilen. Der Rücktritt wird 48 Stunden nach der Vorlage beim Parlamentspräsidenten gültig, es sei denn, er wird vorher schriftlich widerrufen. Die Knesset kann mit einer Zwei-Drittel-Mehrheit einem verurteilten Abgeordneten sein Mandat entziehen, wenn er zu einer mindestens einjährigen Haftstrafe verurteilt wurde. Ausgeschiedene Mitglieder werden durch Kandidaten der gleichen Partei ersetzt.
Die Abgeordneten dürfen während ihrer Amtszeit keine geschäftliche oder berufliche Tätigkeit ausüben.

## Parlamentspräsident
Die Sitzungen der Knesset werden vom Parlamentspräsidenten („Sprecher“) geleitet. Dieser wird in der ersten Sitzung nach einer Wahl von den Mitgliedern der Knesset gewählt. Er führt die Geschäfte der Knesset, legt ihre Tagesordnung fest, vertritt sie nach außen und wacht über die Einhaltung der Geschäftsordnung. Der Parlamentspräsident oder einer seiner Stellvertreter leiten die Sitzungen des Plenums, setzen Abstimmungstermine an und stellen Abstimmungsergebnisse fest. In Abwesenheit des Staatspräsidenten übernimmt der Parlamentspräsident dessen Funktionen.

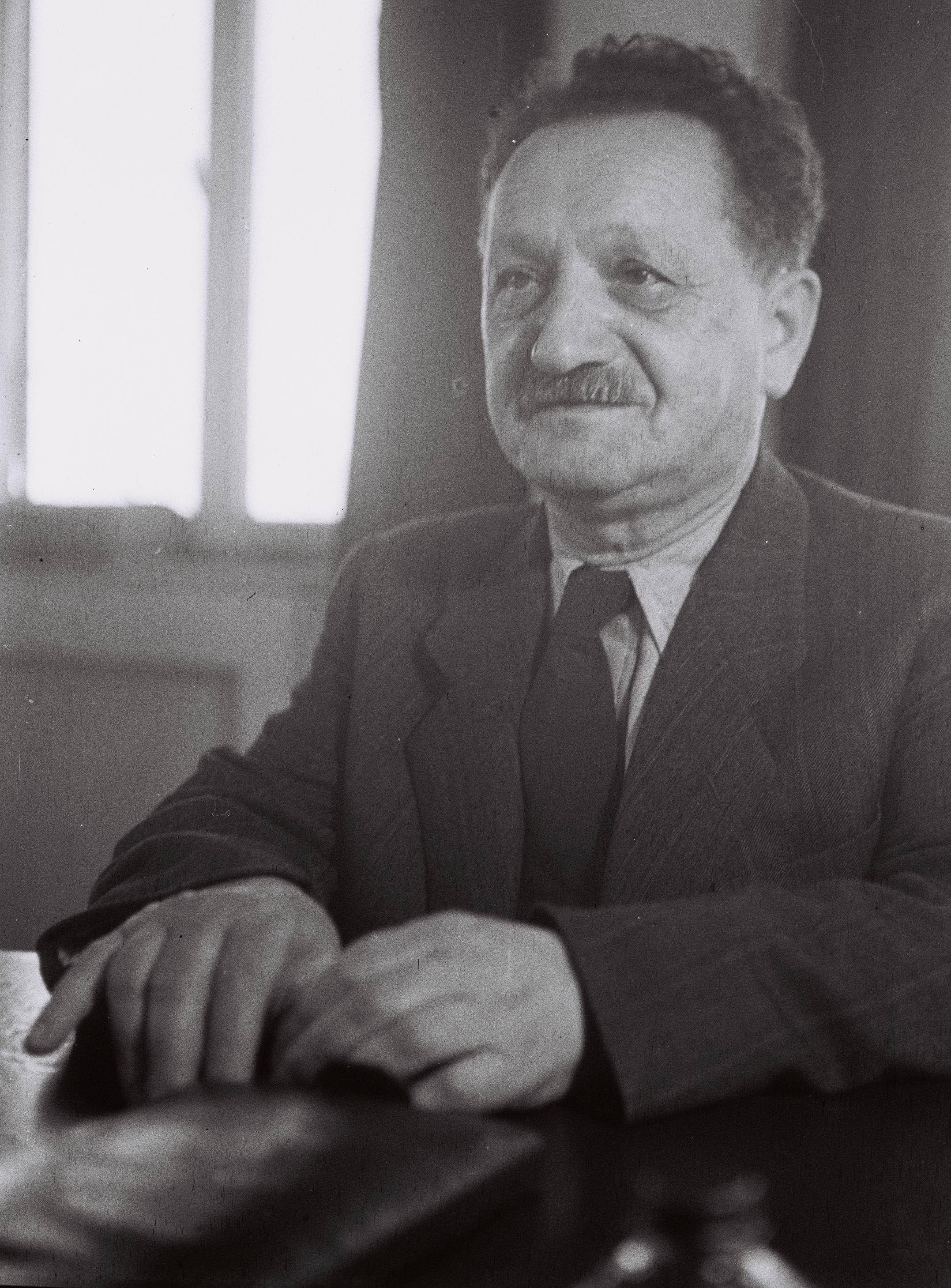
1949–1959: Yosef Sprinzak, Mapai
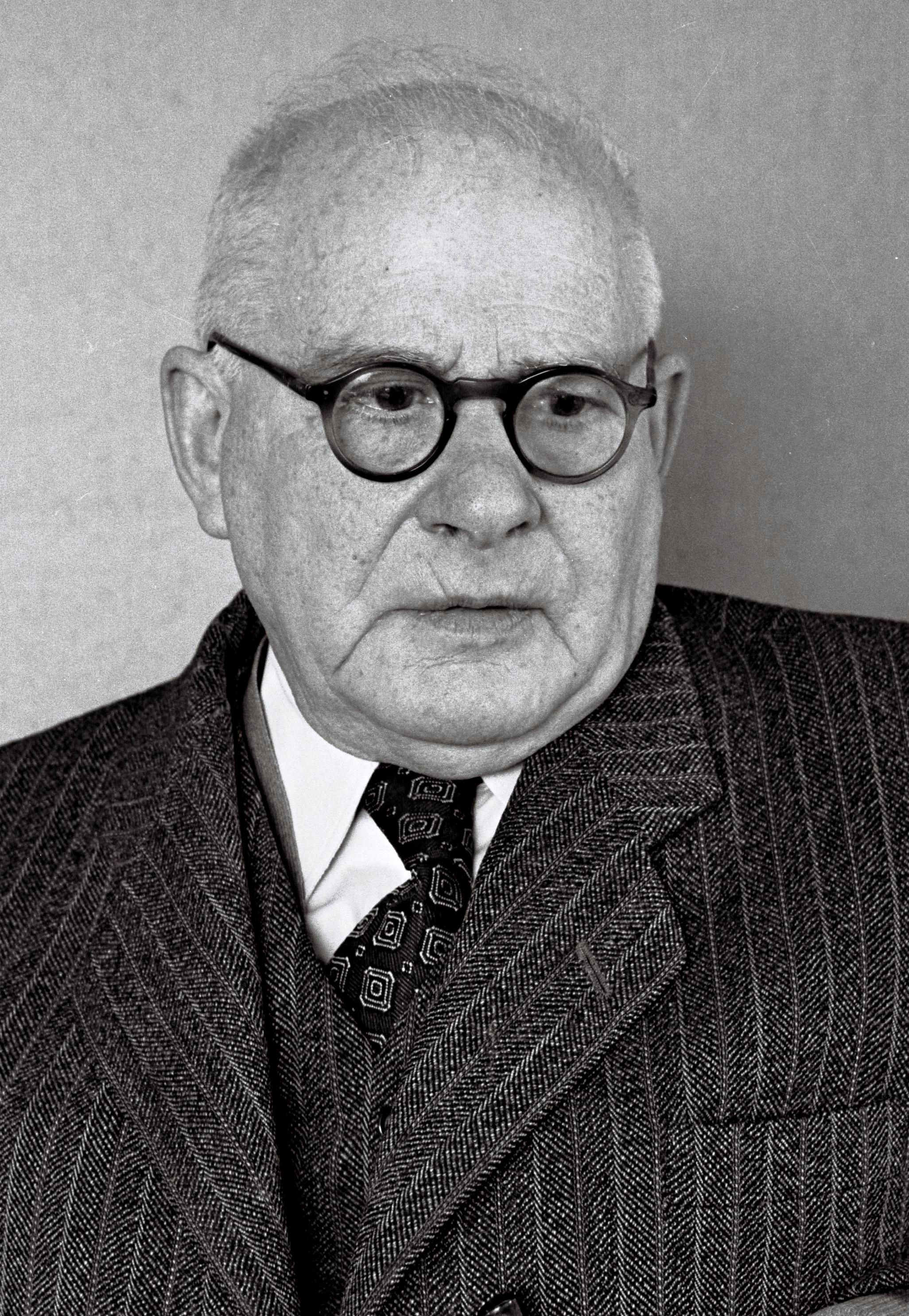
1959–1959: Nahum Nir, Achdut haAwoda
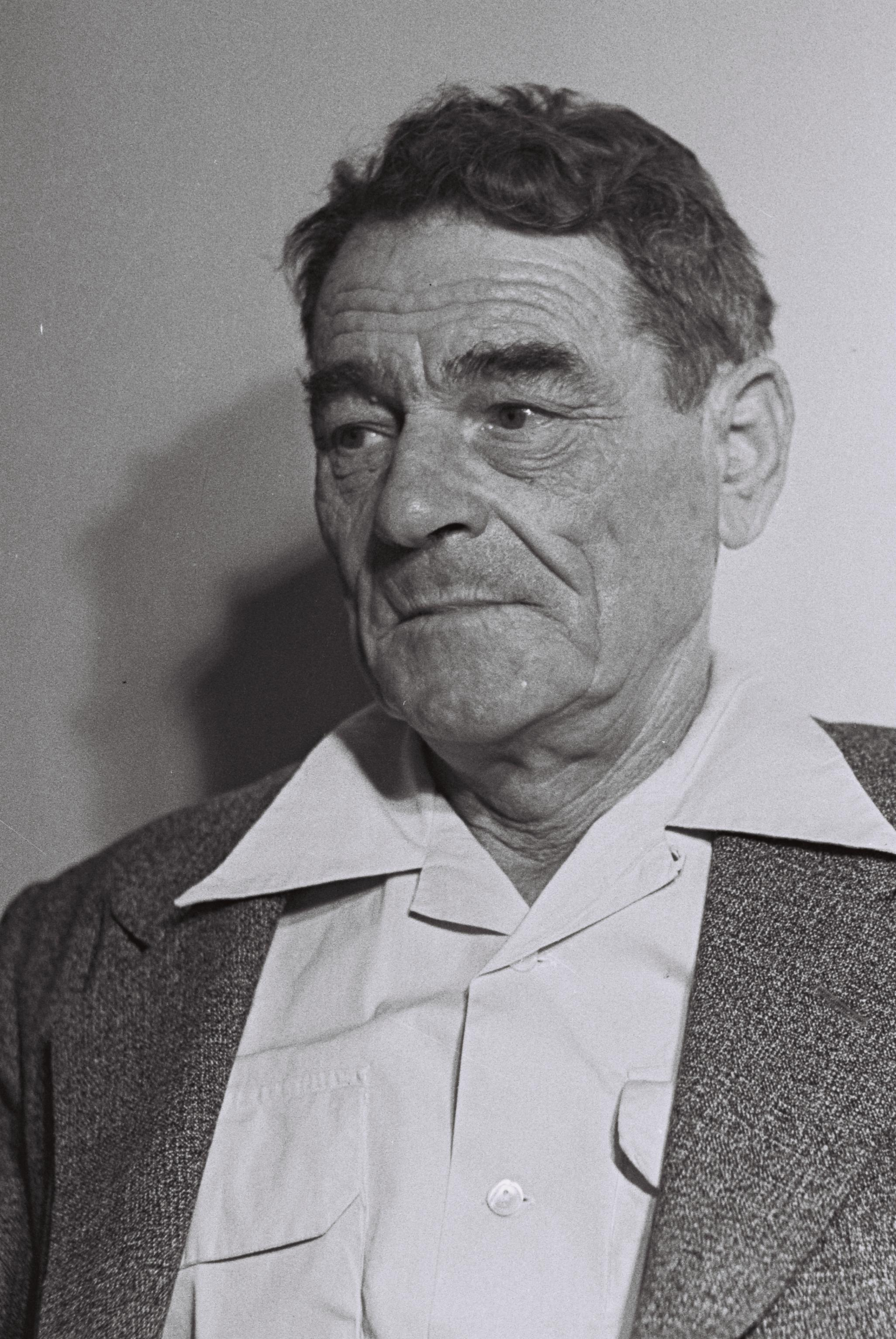
1959–1969: Kadish Luz, Mapai/Awoda
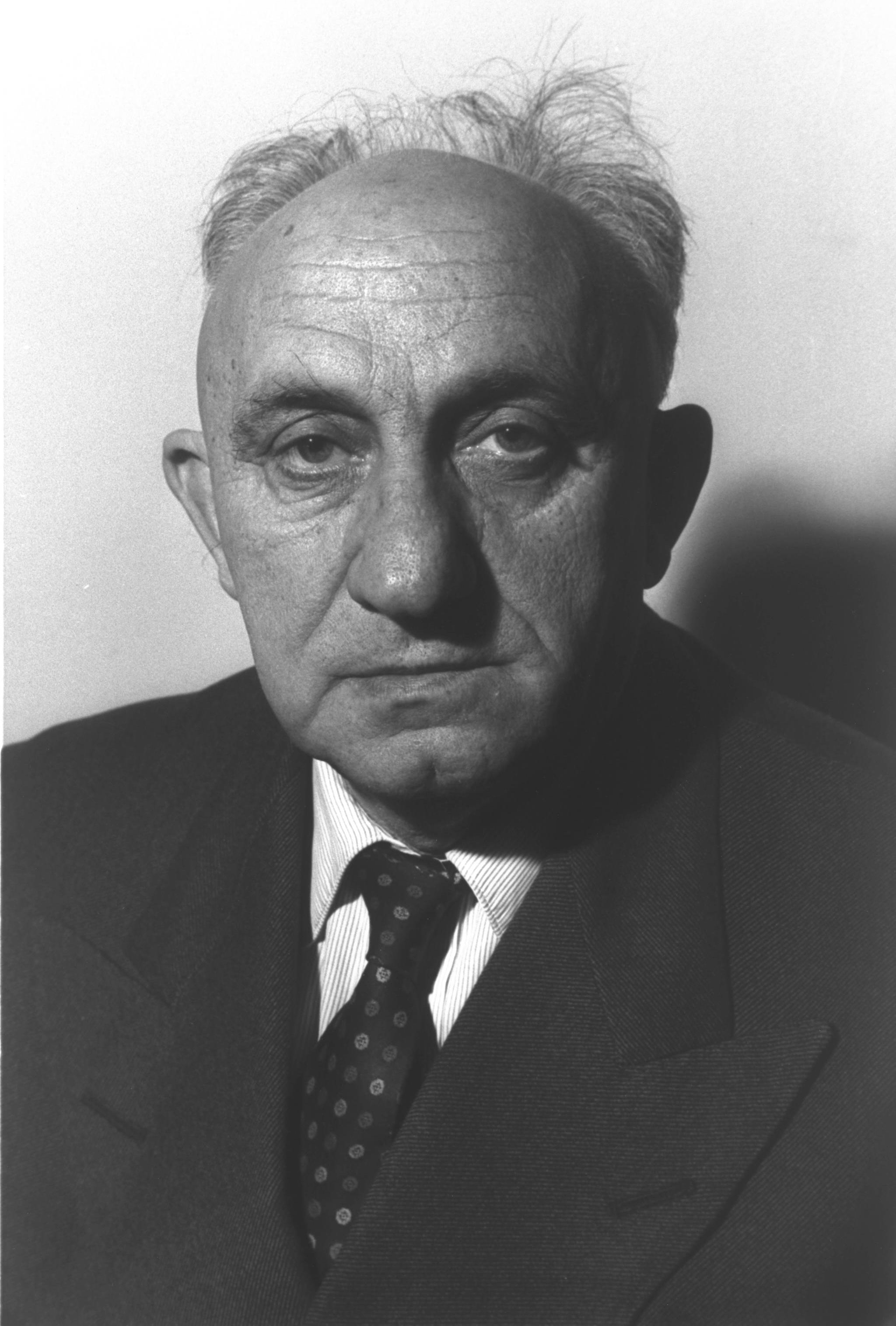
1969–1972: Reuven Barkat, Awoda
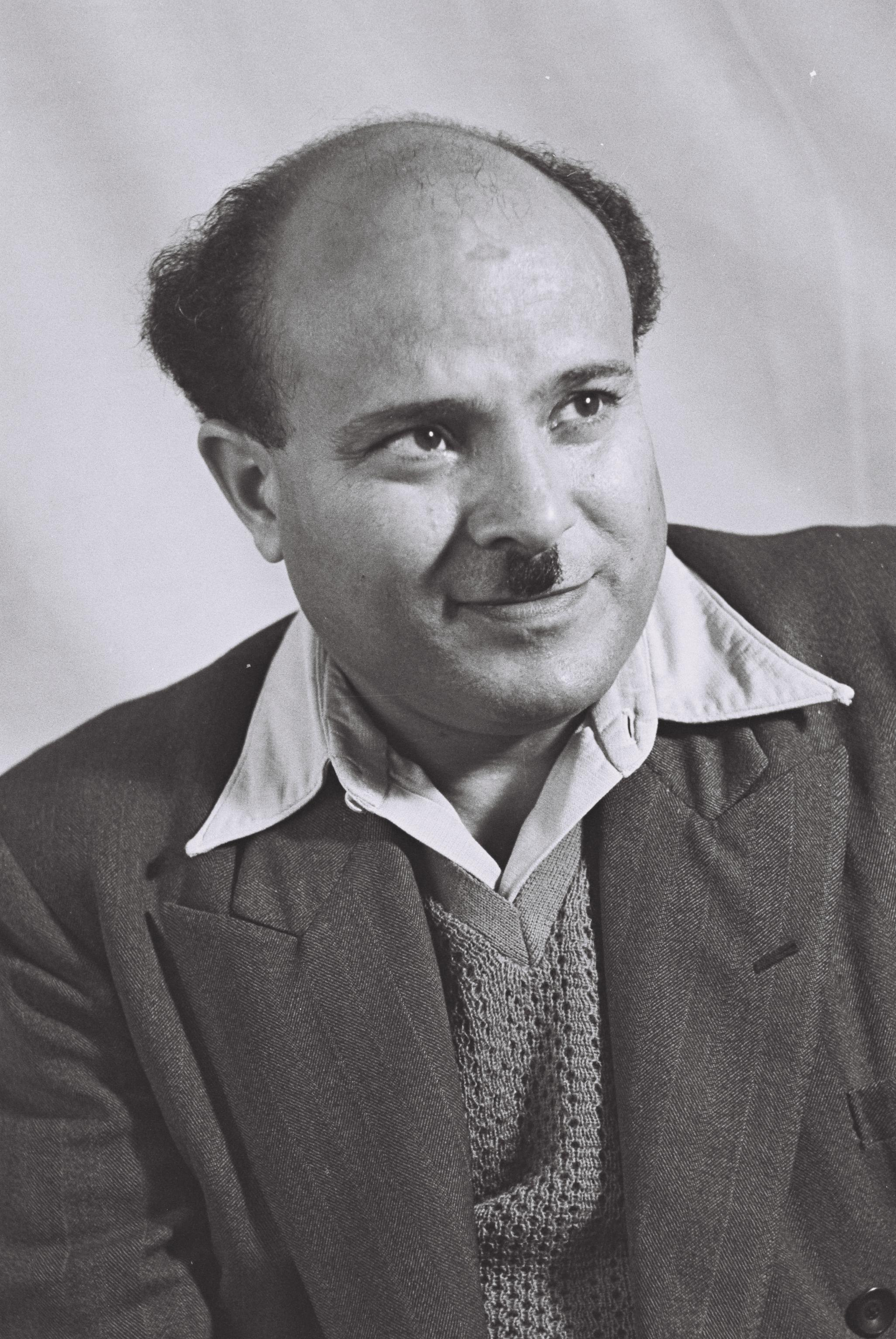
1972–1977: Yisrael Yeshayahu-Sharabi, Awoda
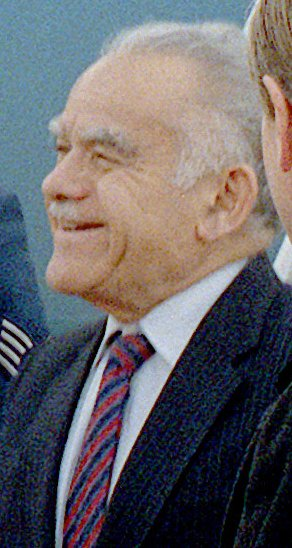
1977–1980: Yitzhak Shamir, Likud
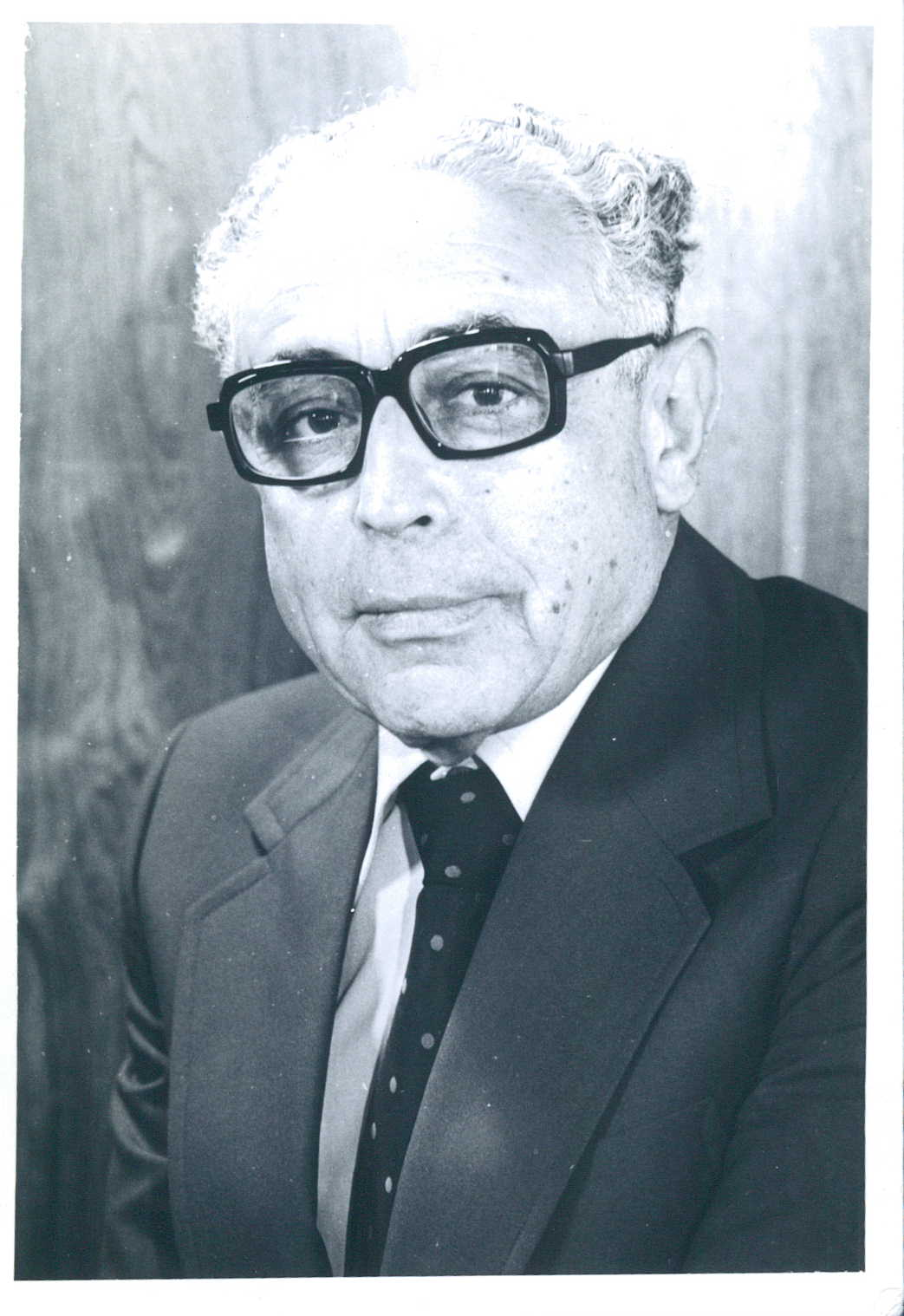
1980–1981: Yitzhak Berman, Likud
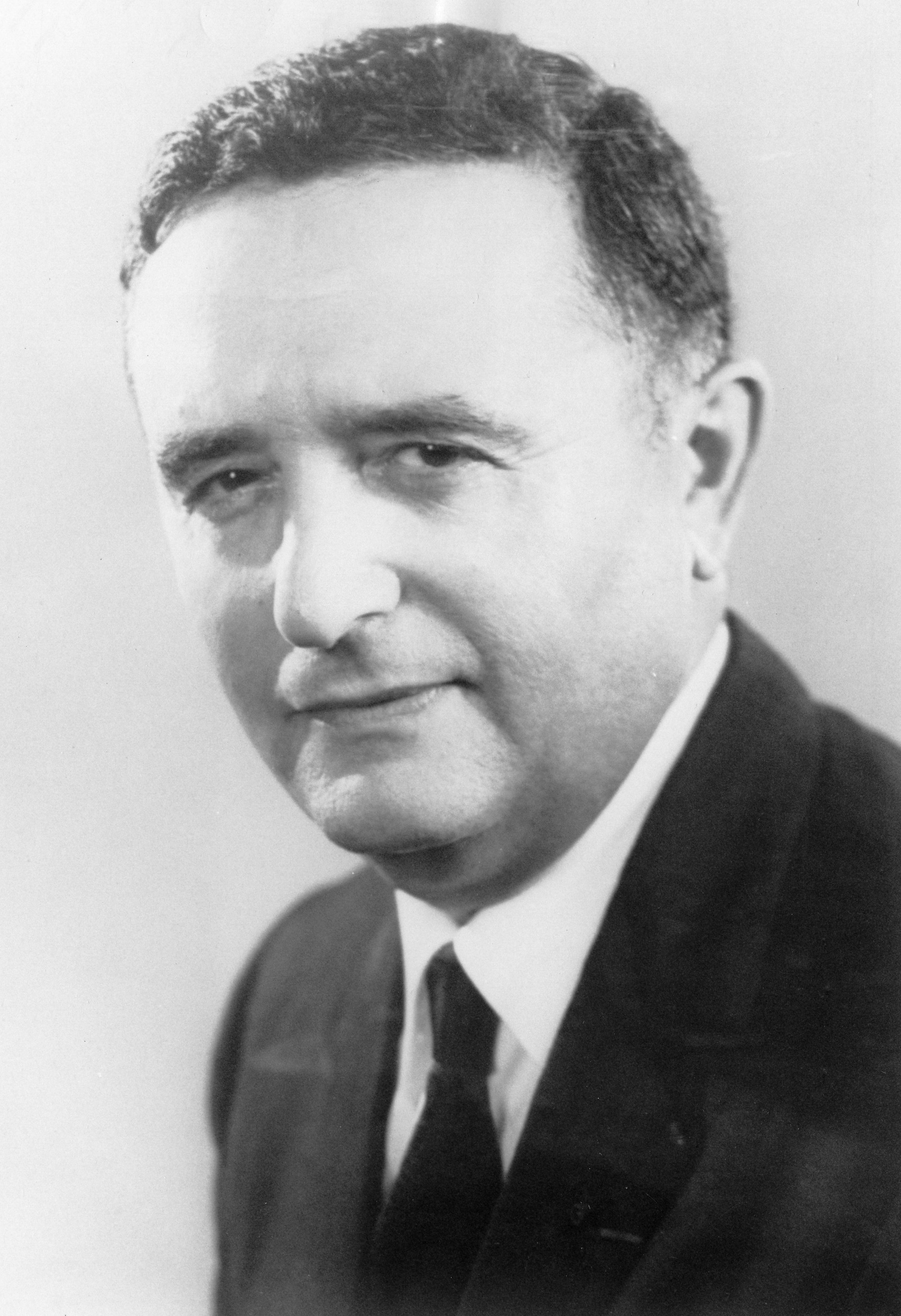
1981–1984: Menachem Savidor, Likud
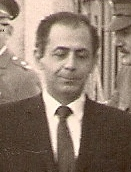
1984–1988: Schlomo Hillel, Awoda
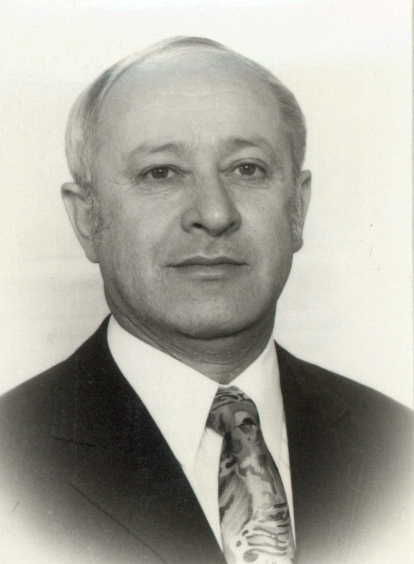
1988–1992: Dov Shilansky, Likud
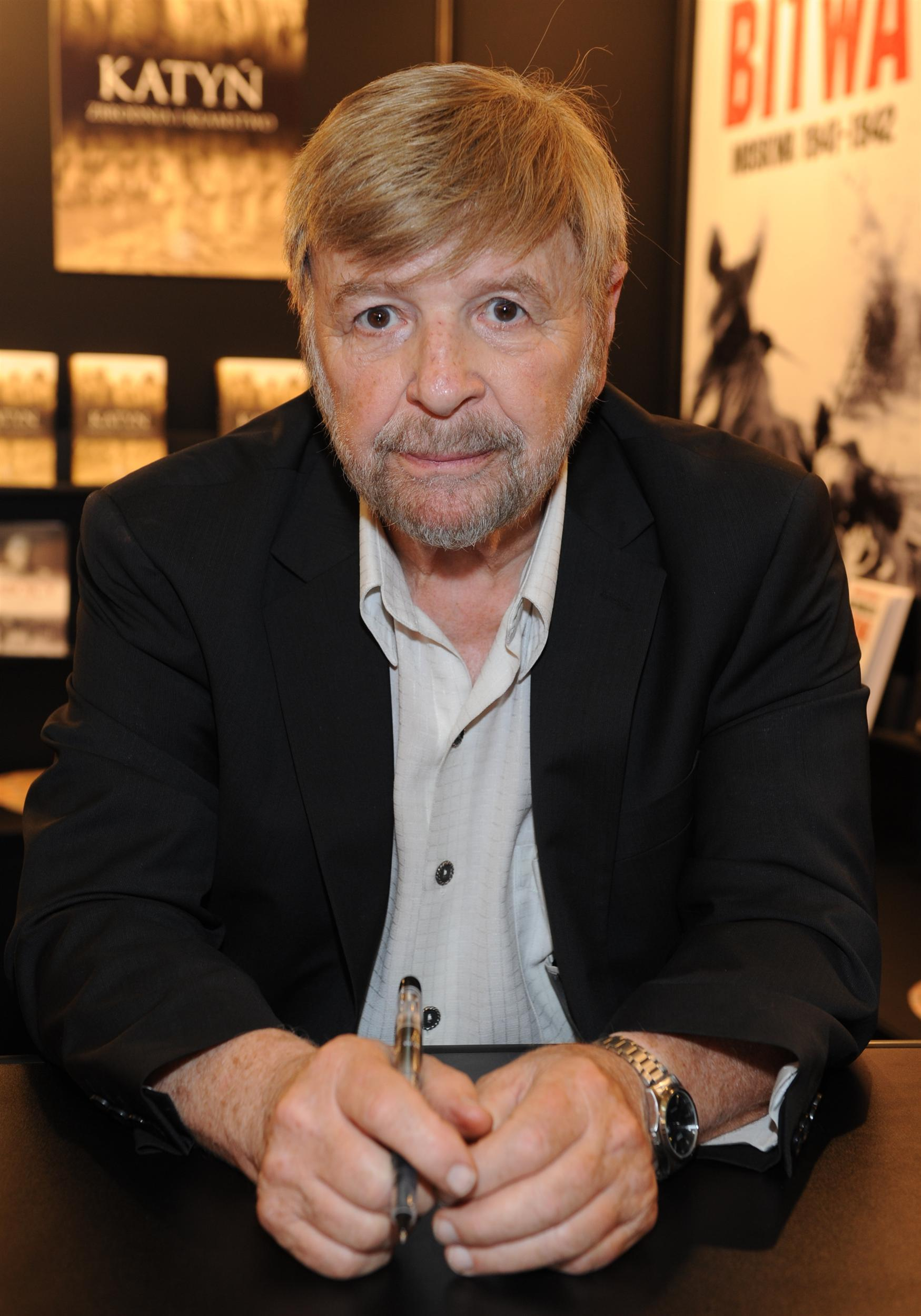
1992–1996: Schewach Weiss, Awoda
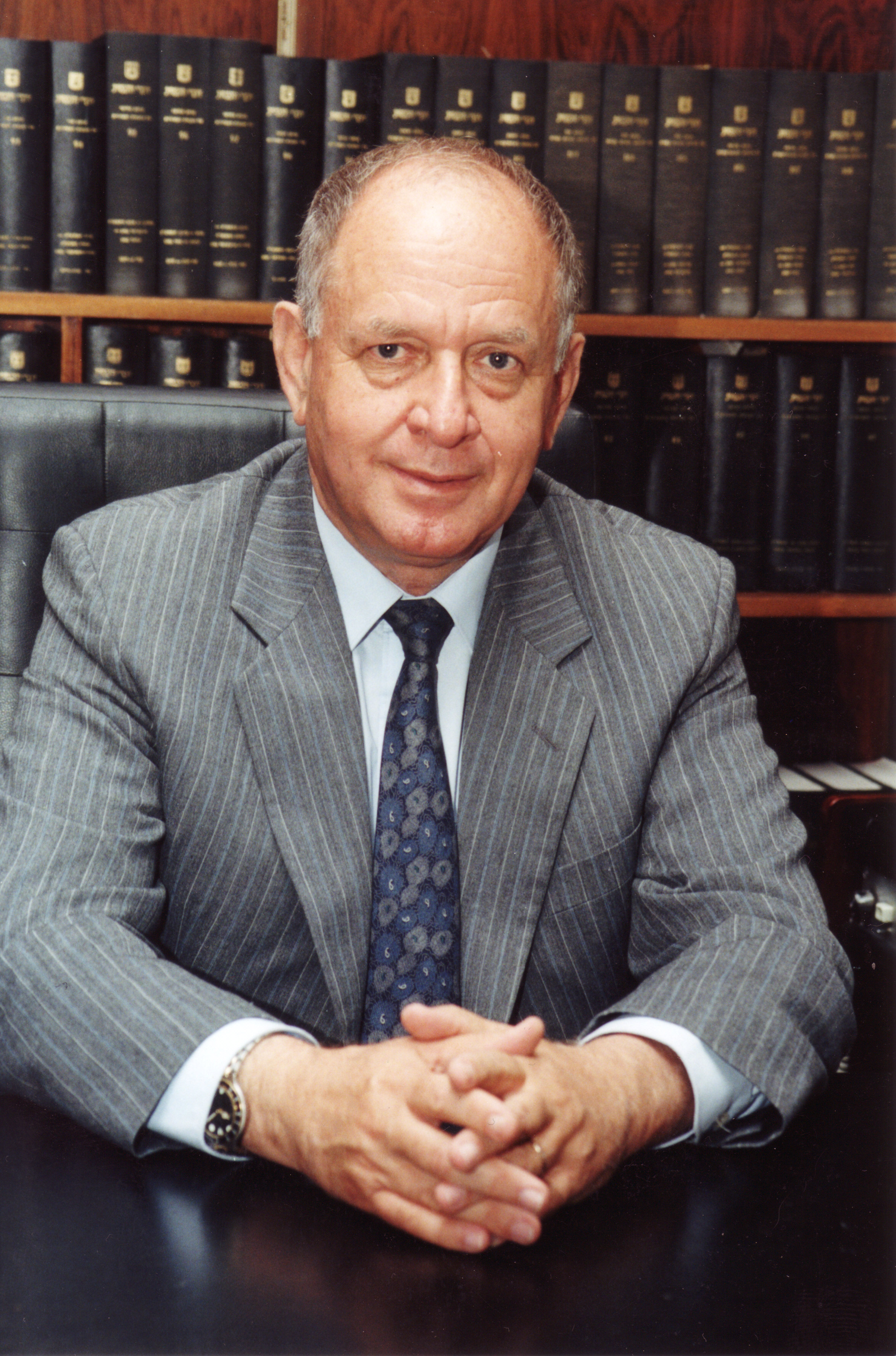
1996–1999: Dan Tichon, Likud
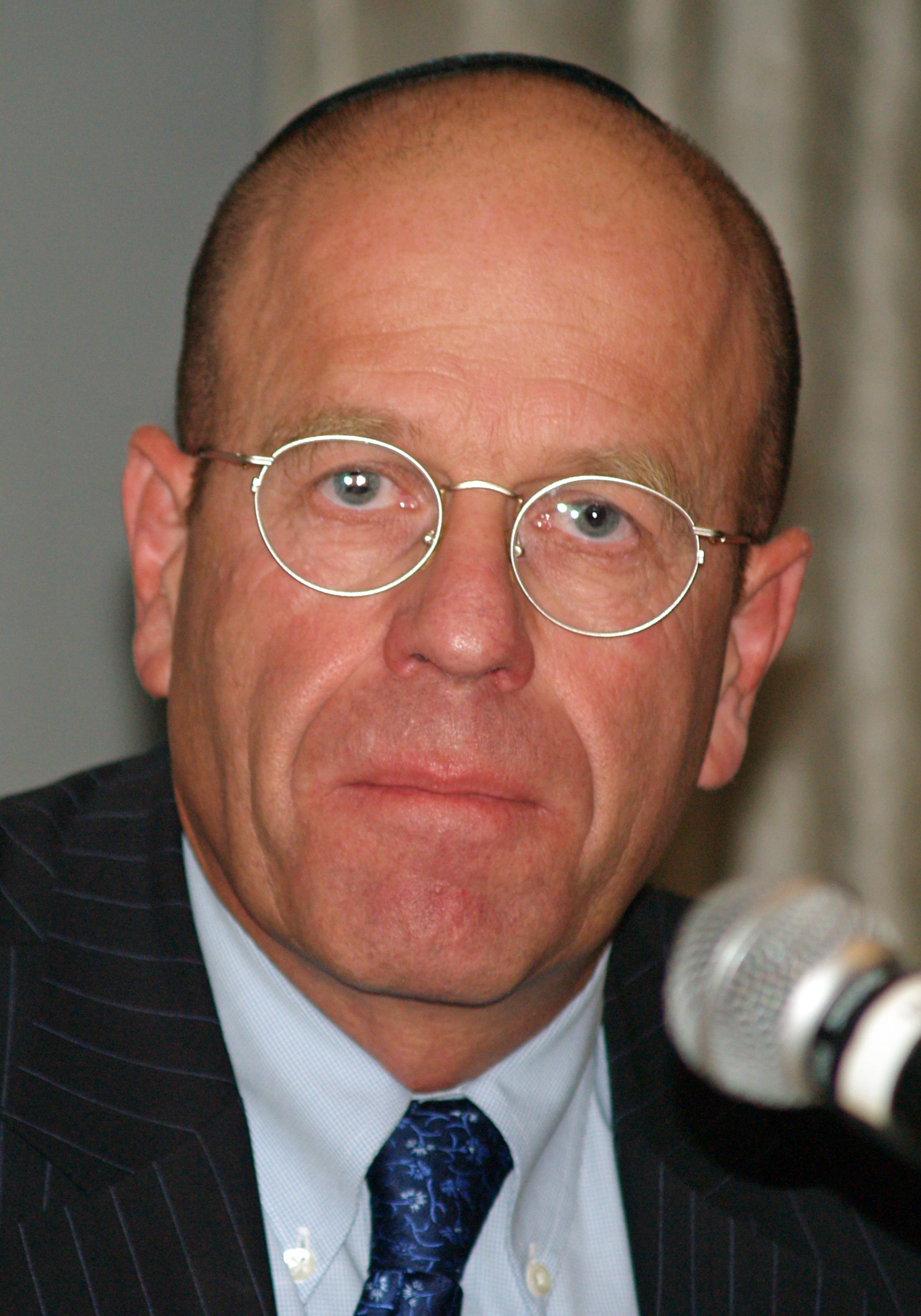
1999–2003: Avraham Burg, Awoda
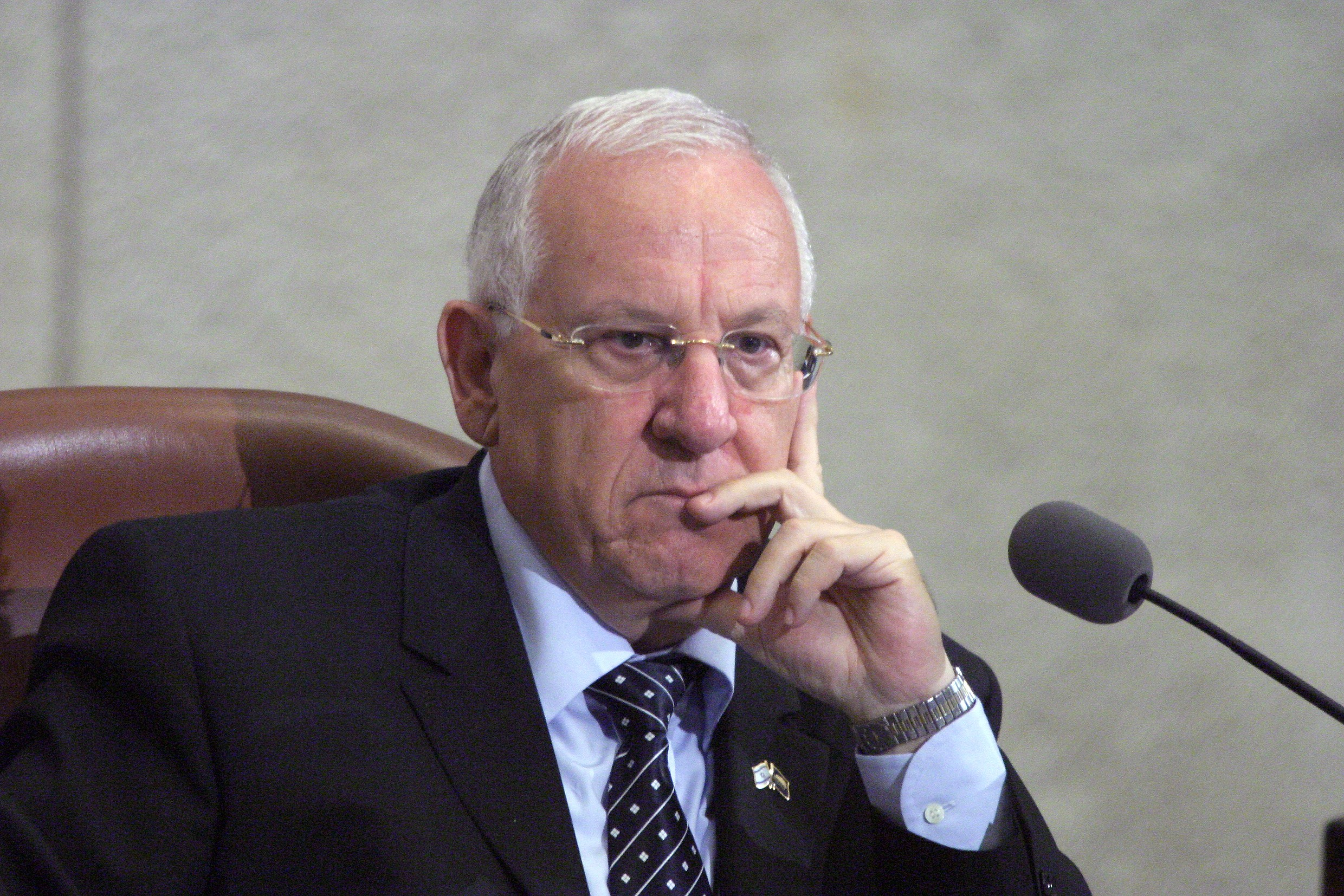
2003–2006: Reuven Rivlin, Likud
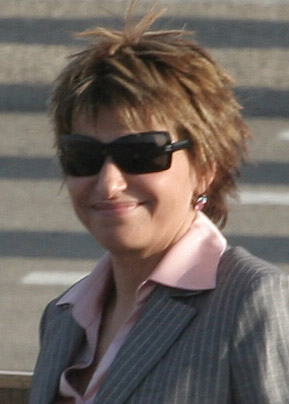
2006–2009: Dalia Itzik, Kadima
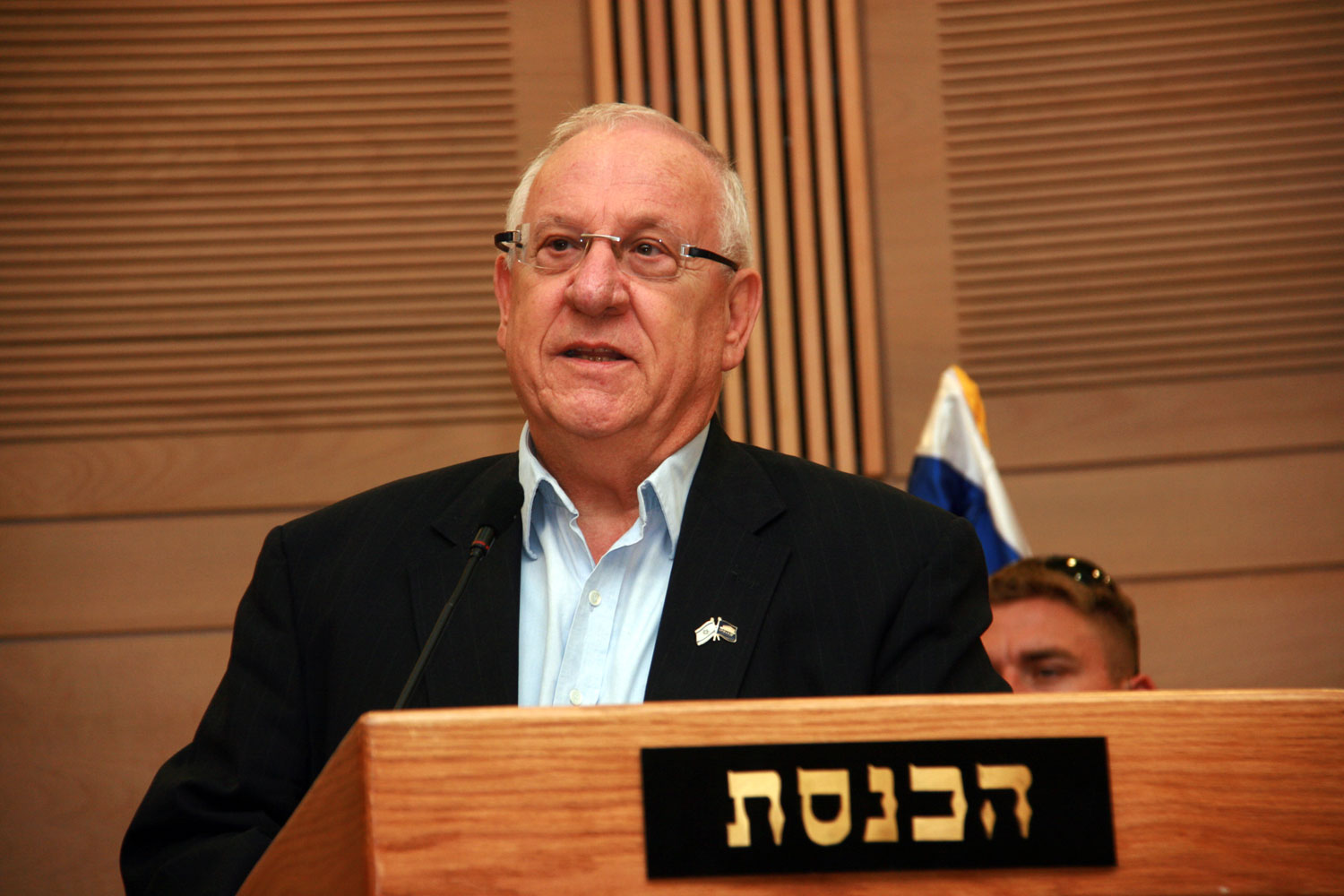
2009–2013: Reuven Rivlin, Likud
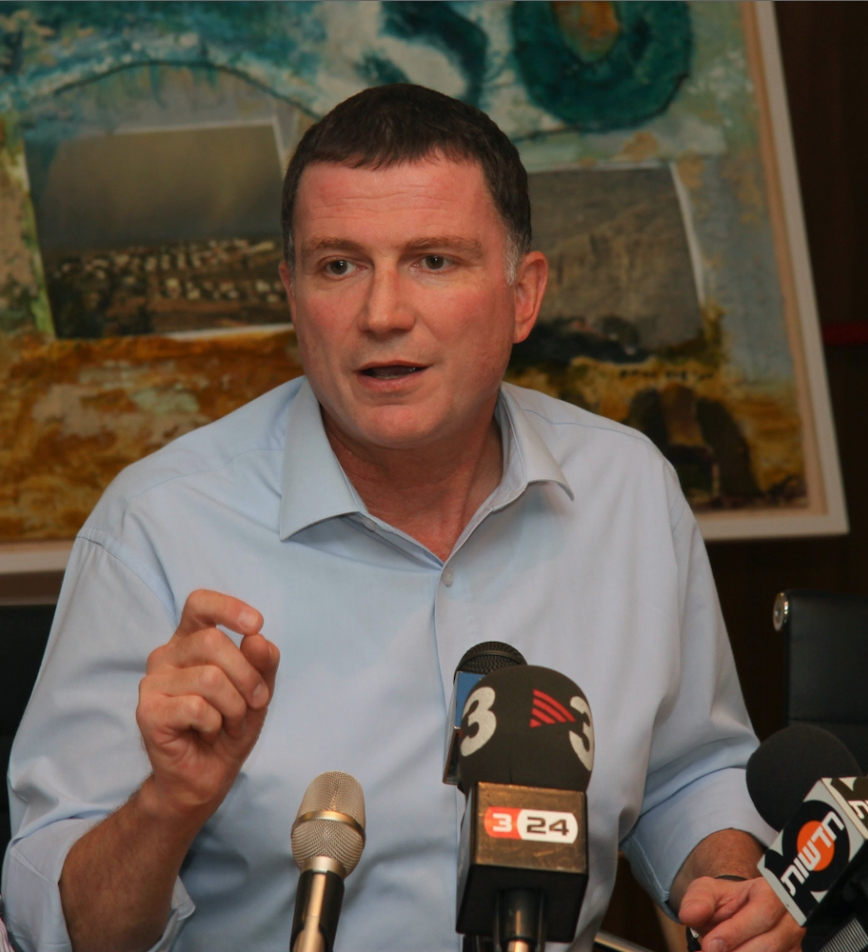
2013–2020: Juli-Joel Edelstein, Likud
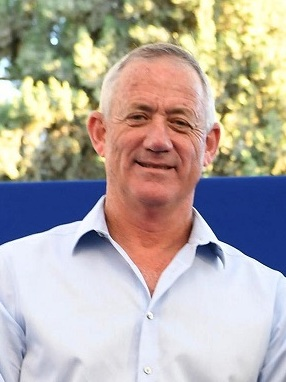
2020–2020: Benny Gantz, Chosen LeJisra’el
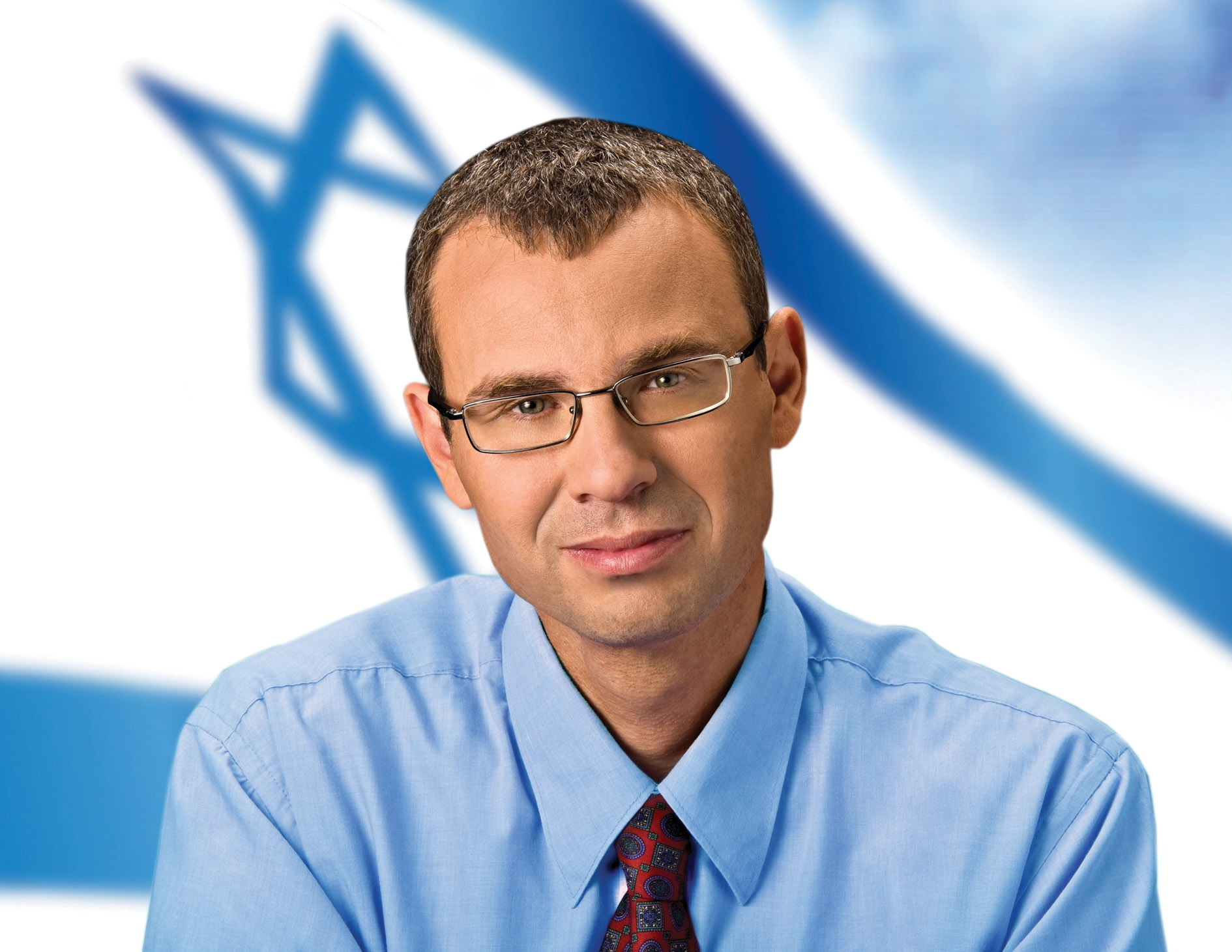
2020–2021: Yariv Levin, Likud
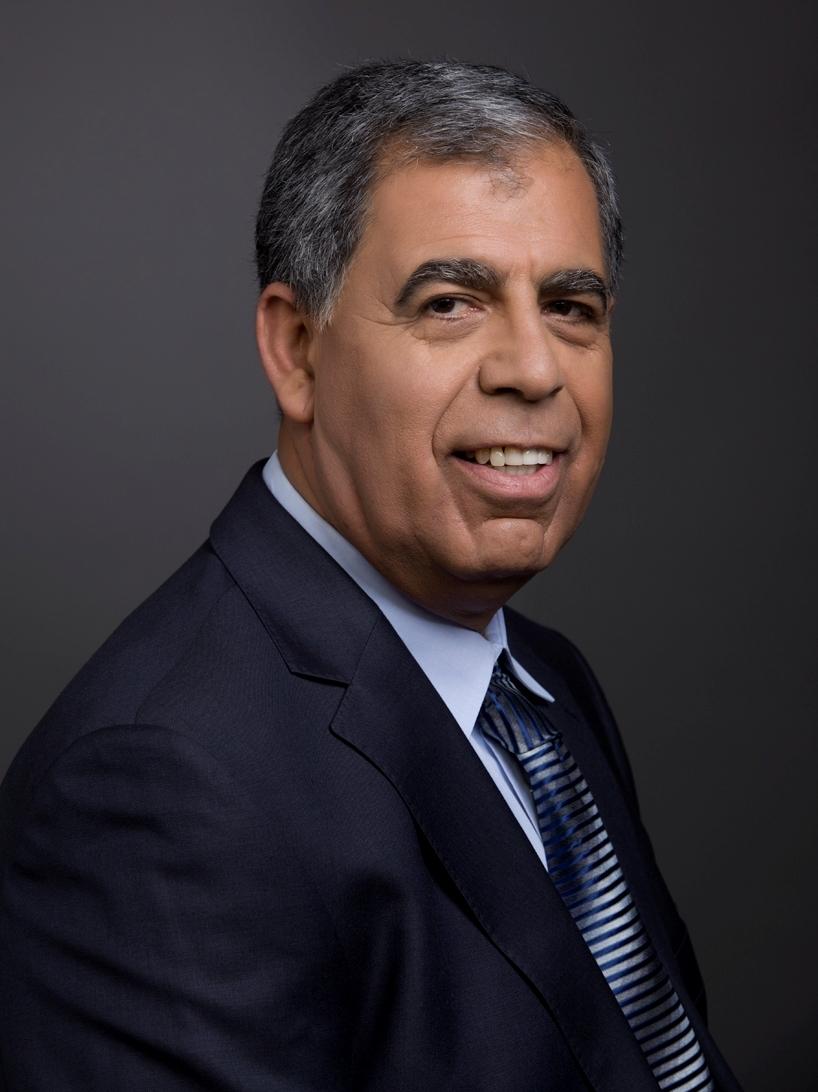
2021–2022: Mickey Lewi, Jesch Atid
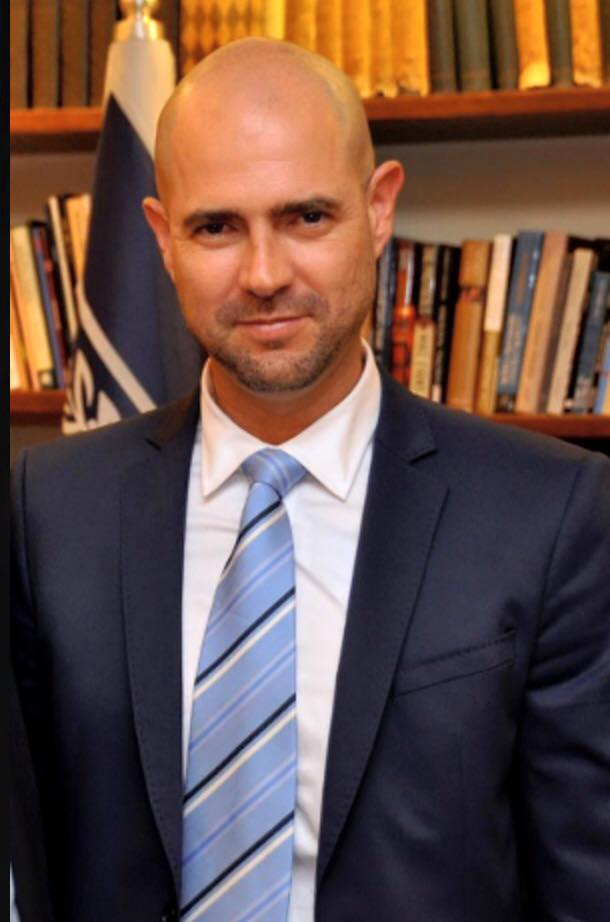
2022: Amir Ohana, Likud

## Parlamentsgebäude

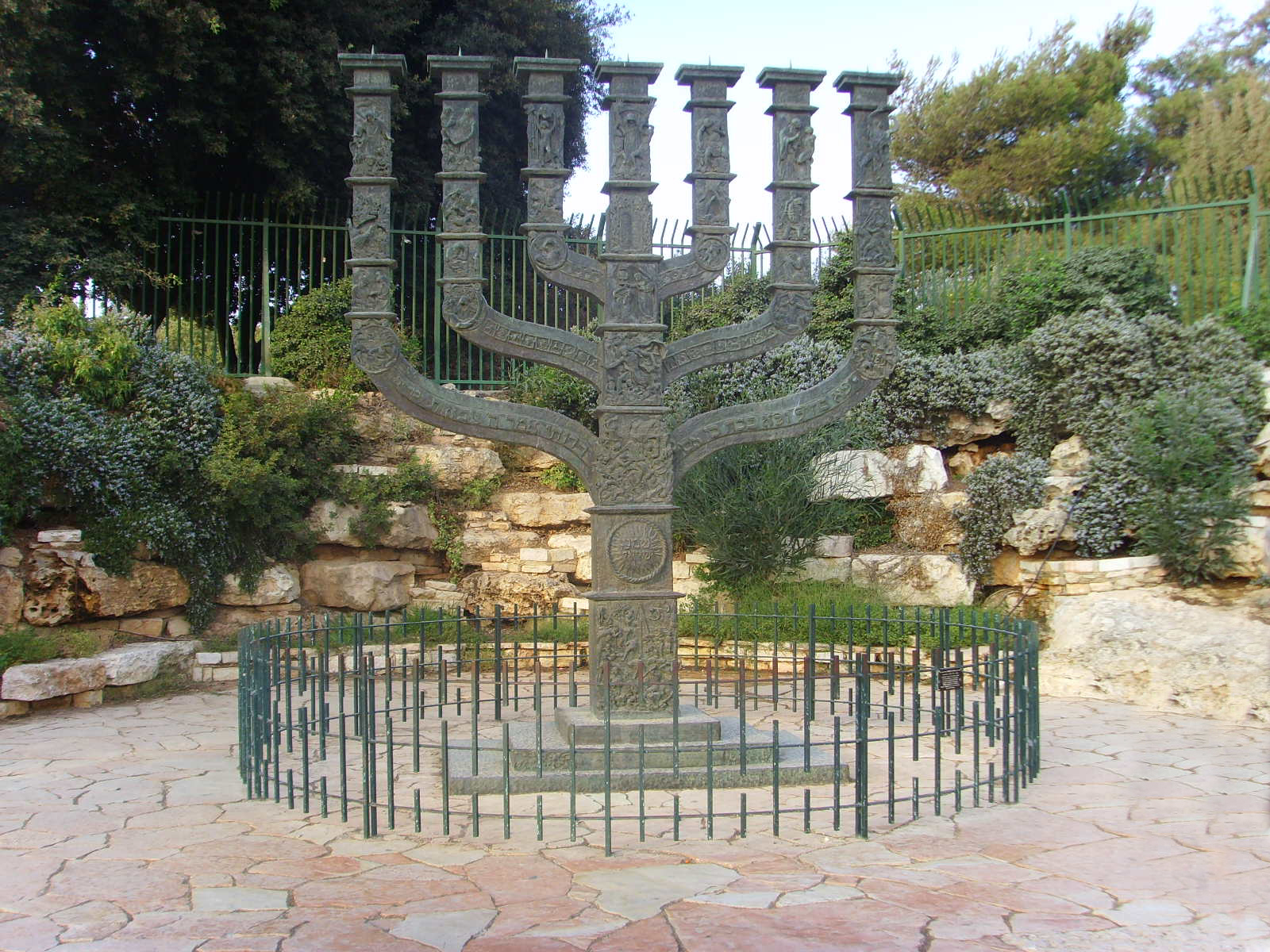
Gegenüber dem Haupteingang installierte Menora von Benno Elkan

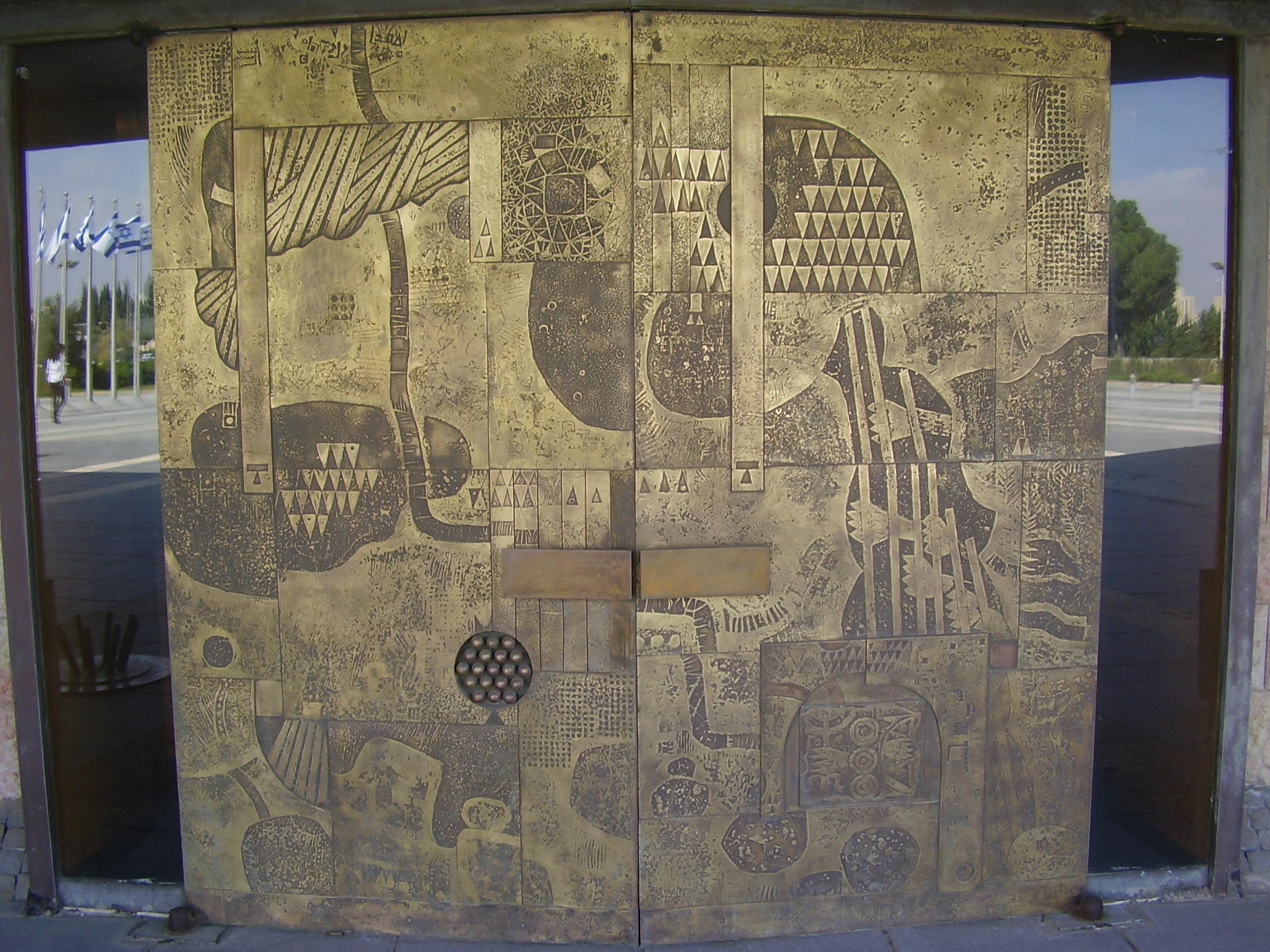
Tür von Shraga Weil

### Beth ha-Knesset
Die Knesset hält ihre Sitzungen in einem eigenen Gebäude, dem Beth ha-Knesset, hebräisch für Haus der Versammlung im Jerusalemer Stadtteil Givʿat Ram ab. Der Standort des Parlaments fußt auf städtebaulichen Planungen für ein israelisches Regierungsviertel, die auf den nach Heinz Rau benannten „Rau-Plan“ von 1949 zurückgehen. Das Gebäude wurde von dem Architekten Joseph Klarwein geplant und ist seit dem 30. August 1966 der Sitz des Parlaments. Finanziert wurde das Gebäude vom Baron-James-de-Rothschild-Fonds. Es wurde auf geleasten Boden des griechisch-orthodoxen Patriarchats Jerusalem gebaut. Der typische 1960er-Jahre-Bau verbindet konstruktivistische Elemente mit wenigen klassizistischen Elementen. Der quadratische Säulenbau ist aus Beton und dem rötlichen Jerusalemer Stein gebaut. Das Innere des Gebäudes wurde von Dora Gad recht schlicht gehalten.
Besondere Aufmerksamkeit verdient der Chagall-Saal: Marc Chagall entwarf auf Einladung von Kadish Luz, dem damaligen Parlamentspräsidenten der Knesset, drei große Wandteppiche (in den Maßen 5,50 mal 4,80 Meter für die beiden kleineren äußeren und 9,50 mal 4,80 Meter für den mittleren Teppich), auf denen er biblische und moderne Themen aus der Geschichte des jüdischen Volkes behandelt. Ursprünglich waren Fenster ähnlich denen im Medizinischen Hadassah-Zentrum in En Kerem geplant, Chagall bot jedoch an, Teppiche zu fertigen, obwohl er mit so einem Material bis dato noch nie gearbeitet hatte. Als Titel schlug Chagall „The End of Days“, „Moses, King David and the Dispersions“ sowie „The Rebirth of the State of Israel“ vor und Kadish Luz nannte Chagall Verse aus der Bibel, die er sich verarbeitet wünschte. Viele dieser Verse tauchen in den Motiven der Wandteppiche auf, die heute die Namen „Isaia’s Vision“ bzw. „Peace“, „The Exodus from Egypt“ und „The Entry to Jerusalem“ bzw. „Return to Zion“ tragen. Die Entwürfe für die Wandteppiche waren von Chagall 1963 beziehungsweise 1964 fertiggestellt worden, die darauffolgende Ausführung wurde vom Pariser „Atelier de la Manufacture des Gobelins“ übernommen und 1968 abgeschlossen. Das Motiv des Wandteppichs mit dem Titel „Isaia’s Vision“ wurde mit nur minimalen Abweichungen für ein Glasfenster des UNO-Gebäudes in New York übernommen.
In dem Saal befindet sich zudem ein Wandmosaik Chagalls, das von italienischen Künstlern mit israelischen und italienischen Natursteinen umgesetzt wurde, sowie mehrere Bodenmosaike Chagalls. In diesem Saal ist auch eine Kopie der israelischen Unabhängigkeitserklärung zu besichtigen. Im gesamten Gebäude sind Schwarz-Weiß-Photographien des offiziellen Photographen der Knesset David Rubinger, ausgestellt.
Vor der Knesset steht ein großer, bronzener siebenarmiger Leuchter – die Knesset-Menora. Entworfen wurde sie von Benno Elkan. Die fast fünf Meter hohe und 4 Tonnen schwere Menora war ein Geschenk des britischen Parlaments. Auf seinen sieben Armen sind 29 wichtige Themen und Ereignisse der jüdischen Geschichte dargestellt.

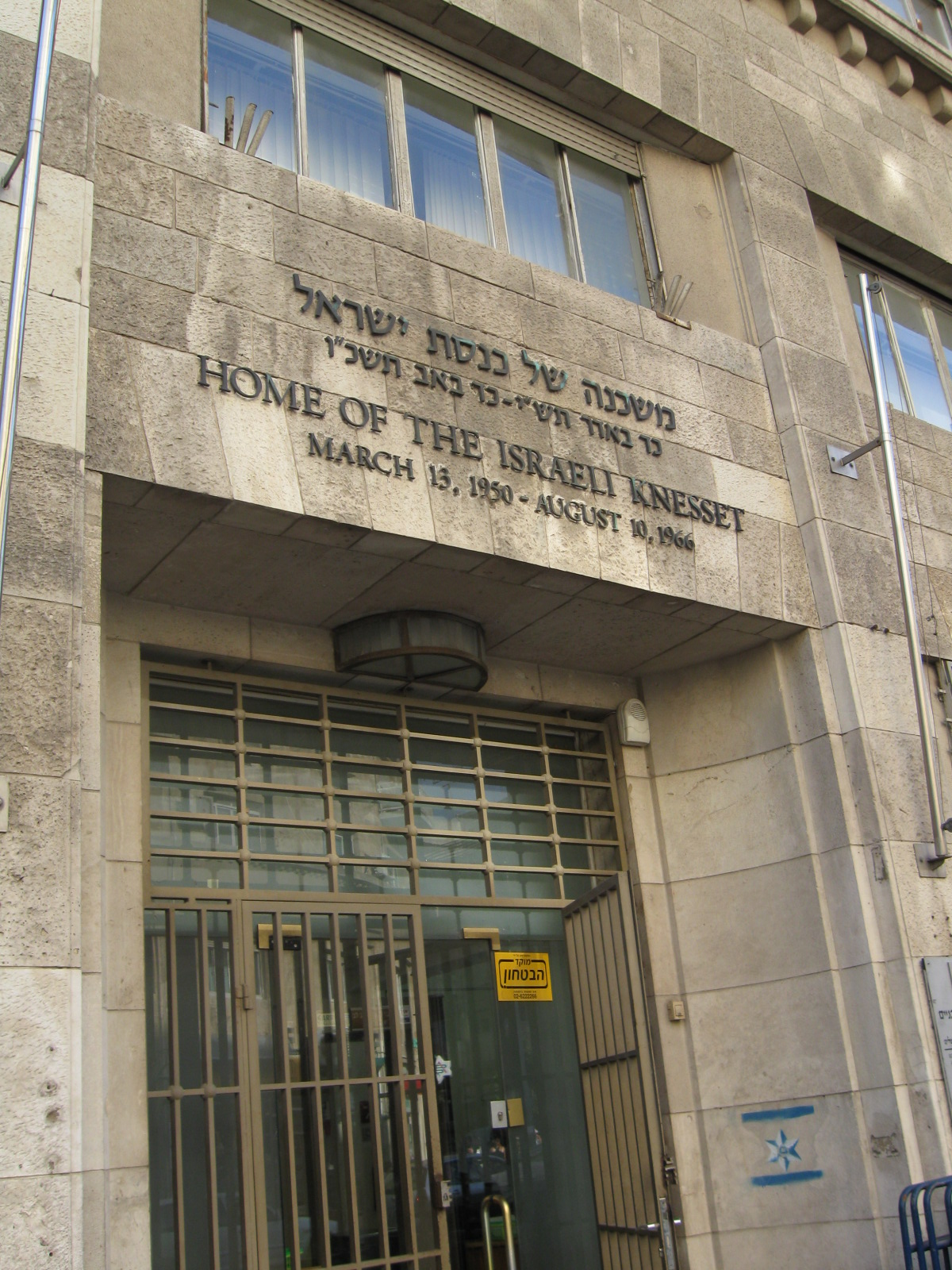
Das Froumine-Haus in der King George Street in Jerusalem

Im Jahr 1992 wurde ein weiterer Flügel angebaut, der vor allem im Untergrund liegt, um das Gesamtbild nicht zu stören. Von 2005 bis 2008 wurde ein weiterer Anbau errichtet.
Am 30. März 2015 wurden die rund 1500 Solarmodule auf dem Dach der Knesset offiziell in Betrieb genommen. Die Solarzellengruppe produziert 10 % des bisherigen Bedarfs an Elektrizität für die Knesset. Zusammen mit weiteren Maßnahmen des Projekts der „Green Knesset“ wie der Installation von LED-Leuchtmitteln, der Kopplung von Kühlanlagen mit Warmwassererhitzern, der Verwendung des Abwassers zur Gartenbewässerung und eine allgemeine Überarbeitung des Bewässerungssystems, soll der Energiebedarf um ein Drittel sinken. Neben der finanziellen Ersparnis von jährlich rund 1,5 Millionen Schekel (344.000 Euro) wird das Parlament durch diese Maßnahmen seinen CO2-Fußabdruck erheblich verkleinern.

### Frühere Versammlungsorte
Die erste Sitzung der konstituierenden Versammlung ab 14. Februar 1948 wurde im Gebäude der Jewish Agency in Jerusalem abgehalten. Zwischen dem 8. März 1949 und dem 14. Dezember 1949 kam man kriegsbedingt in verschiedenen Sälen in Tel Aviv zusammen. Vom 26. Dezember 1949 bis zum 8. März 1950 war wieder der Sitz der Jewish Agency in Jerusalem der Versammlungsort der Knesset. Bevor man am 30. August 1966 das neue Gebäude in Giwat Ram (Jerusalem) bezog, war das Froumine-Haus in der King George Street in Jerusalem für mehr als 16 Jahre die Heimat des Parlaments.

## Bedeutende Ereignisse in der Knesset

### 2020–2022
- 1. November 2022: Wahl zur 25. Knesset.
- 30. Juni 2022: Auflösung der Knesset[12]
- 23. März 2021: Wahl zur 24. Knesset.
- 23. Dezember 2020: Weil sich die Regierungskoalition (Kabinett Benjamin Netanjahu V) bis zum Ablauf des 22. Dezember 2020 nicht auf einen Haushalt einigen kann, wird das Parlament um Mitternacht automatisch aufgelöst und Neuwahlen am 23. März 2021 werden anberaumt.[13][14]
- 2. März 2020: Wahl zur 23. Knesset.

### 2010–2019
- 17. September 2019: Wahl zur 22. Knesset.
- 9. April 2019: Wahl zur 21. Knesset.
- 17. März 2015: Wahl zur 20. Knesset.
- 10. Juni 2014: Wahl von Reuven Rivlin zum 10. Präsidenten.
- 22. Januar 2013: Wahl zur 19. Knesset.

### 2000–2009

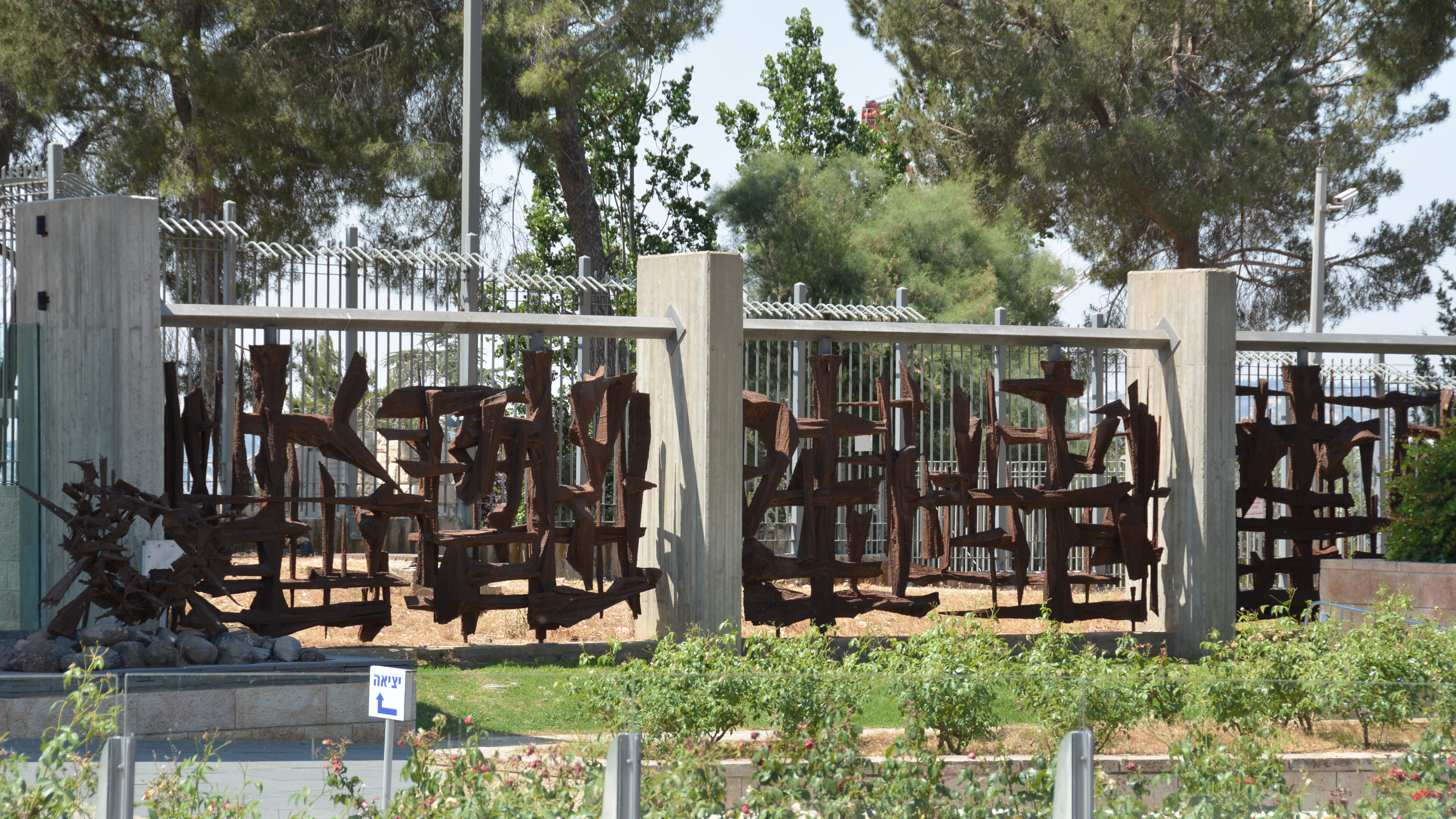
Diese vor der Knesset angebrachte Plastik symbolisiert die Prophezeiung aus Ezechiel, Kapitel 37, die besagt, dass der Herr die Totengebeine Israels wieder lebendig machen und zurück in ihr Land bringen wird.

- 10. Februar 2009: Wahl zur 18. Knesset.
- 18. März 2008: Mit der deutschen Bundeskanzlerin Angela Merkel spricht erstmals ein ausländischer Regierungschef in der Knesset.
- 3. Dezember 2007: Gedenksitzung zum 60. Jahrestag des UN-Teilungsplan.
- 13. Juni 2007: Wahl von Schimon Peres zum 9. Präsidenten.
- 22. April 2007: Das Knessetmitglied Azmi Bischara von der Balad Partei reicht seinen Rücktritt ein, nachdem er am 8. April 2007 das Land verlassen hatte. Er soll während des 2. Libanonkriegs Spionage betrieben haben.
- 29. Januar 2007: Die Knesset bestätigt die erste Ernennung eines arabischen Ministers: Raleb Majadele wird Minister ohne Geschäftsbereich.
- 28. März 2006: Wahl zur 17. Knesset.
- 23. November 2005: Ministerpräsident Scharon und 13 weitere Knessetmitglieder verlassen den Likud und gründen die Partei Kadima.
- 2. Februar 2005: Bundespräsident Horst Köhler spricht aus Anlass des 40. Jahrestages diplomatischer Beziehungen in der Knesset.
- 29. Juni 2004: Die Knesset erklärt den 10. Ijar, den Geburtstag Theodor Herzls, zum offiziellen Herzl-Tag.
- 28. Januar 2003: Wahl zur 16. Knesset.
- 17. Oktober 2001: Das Knessetmitglied Rechaw’am Ze’ewi wird von Terroristen der Volksfront für die Befreiung Palästinas ermordet.
- 16. September 2001: Gedenksitzung für die Opfer der Terroranschläge am 11. September 2001 in den USA.
- 7. März 2001: Grundgesetzänderung: Abschaffung der Direktwahl des Ministerpräsidenten.
- 31. Juli 2000: Wahl von Mosche Katzav zum 8. Präsidenten.
- 25. Mai 2000: Plenarsitzung in Rosh Pina aus Solidarität mit den Einwohnern Nordisraels und den Soldaten an der Grenze zum Libanon.
- 16. Februar 2000: Der deutsche Bundespräsident Johannes Rau spricht als erster deutscher Politiker in der Knesset. Es ist zugleich die erste auf Deutsch gehaltene Rede.

### 1990–1999

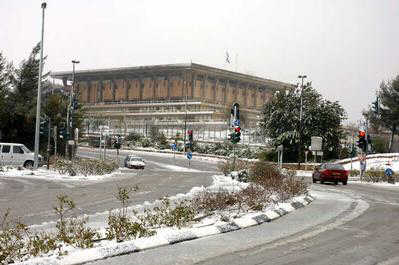
Die Knesset im Winter

- 17. Mai 1999: Wahl zur 15. Knesset.
- 29. Mai 1996: Wahl zur 14. Knesset.
- 4. November 1995: Ermordung von Ministerpräsident Jitzchak Rabin.
- 23. September 1993: Zustimmung zur Vereinbarung der palästinensischen Autonomie mit 61 Ja- und 50 Nein-Stimmen bei acht Enthaltungen.
- 13. Mai 1993: Wahl von Ezer Weizmann zum 7. Präsidenten.
- 23. Juni 1992: Wahl zur 13. Knesset.
- 18. März 1992: Grundgesetzänderung: Direktwahl des Ministerpräsidenten.
- 17. März 1992: Grundgesetzänderung: Freiheit der Berufswahl, Schutz der Menschenwürde.
- 20. Mai 1991: Der polnische Staatspräsident Lech Wałęsa spricht vor der Knesset und bittet um Verzeihung für das Verhalten des polnischen Volkes während des Holocaust.

### 1980–1989

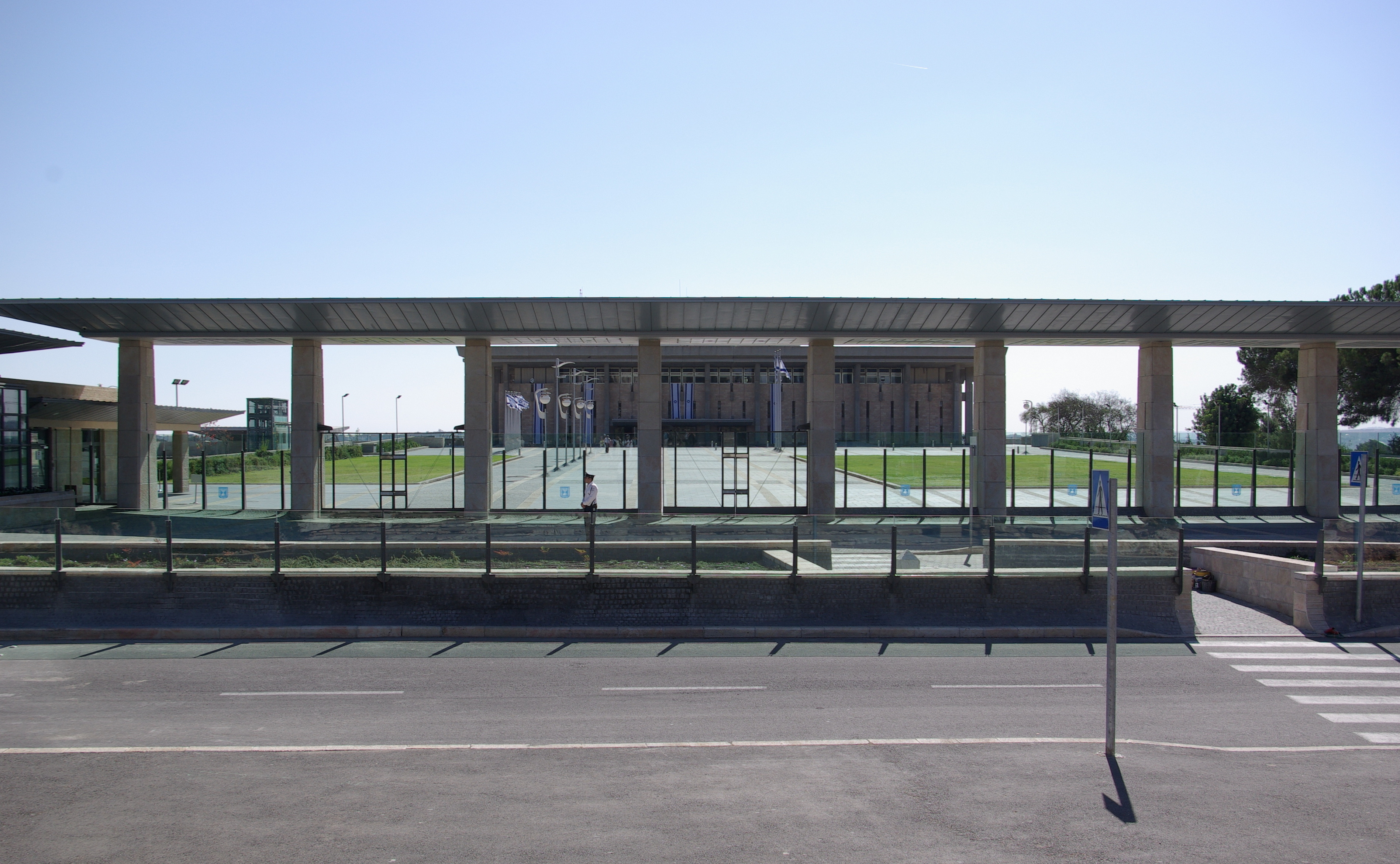
Die Knesset, das israelische Parlamentsgebäude

- 1. November 1988: Wahl zur 12. Knesset.
- 15. Februar 1988: Grundgesetzänderung: Ombudsmann.
- 31. Juli 1985: Grundgesetzänderung: Parteien können von Wahlen ausgeschlossen werden, wenn sie die Existenz des Staates Israel angreifen, seine demokratische Verfasstheit bekämpfen oder zum Rassismus anstiften.
- 23. Juli 1984: Wahl zur 11. Knesset.
- 22. März 1983: Wahl von Chaim Herzog zum 6. Präsidenten.
- 4. März 1982: Präsident François Mitterrand spricht in der Knesset.
- 14. Dezember 1981: Annexion der Golanhöhen.
- 30. Juni 1981: Wahl zur 10. Knesset.
- 12. Januar 1981: Der Beduine Scheich Hamad Abu Rabiah, Mitglied der Knesset für die „Vereinigte arabische Liste“, wird ermordet.
- 13. Dezember 1980: Grundgesetzänderung: Status von Jerusalem als ungeteilte Hauptstadt des Staates Israel.

### 1970–1979

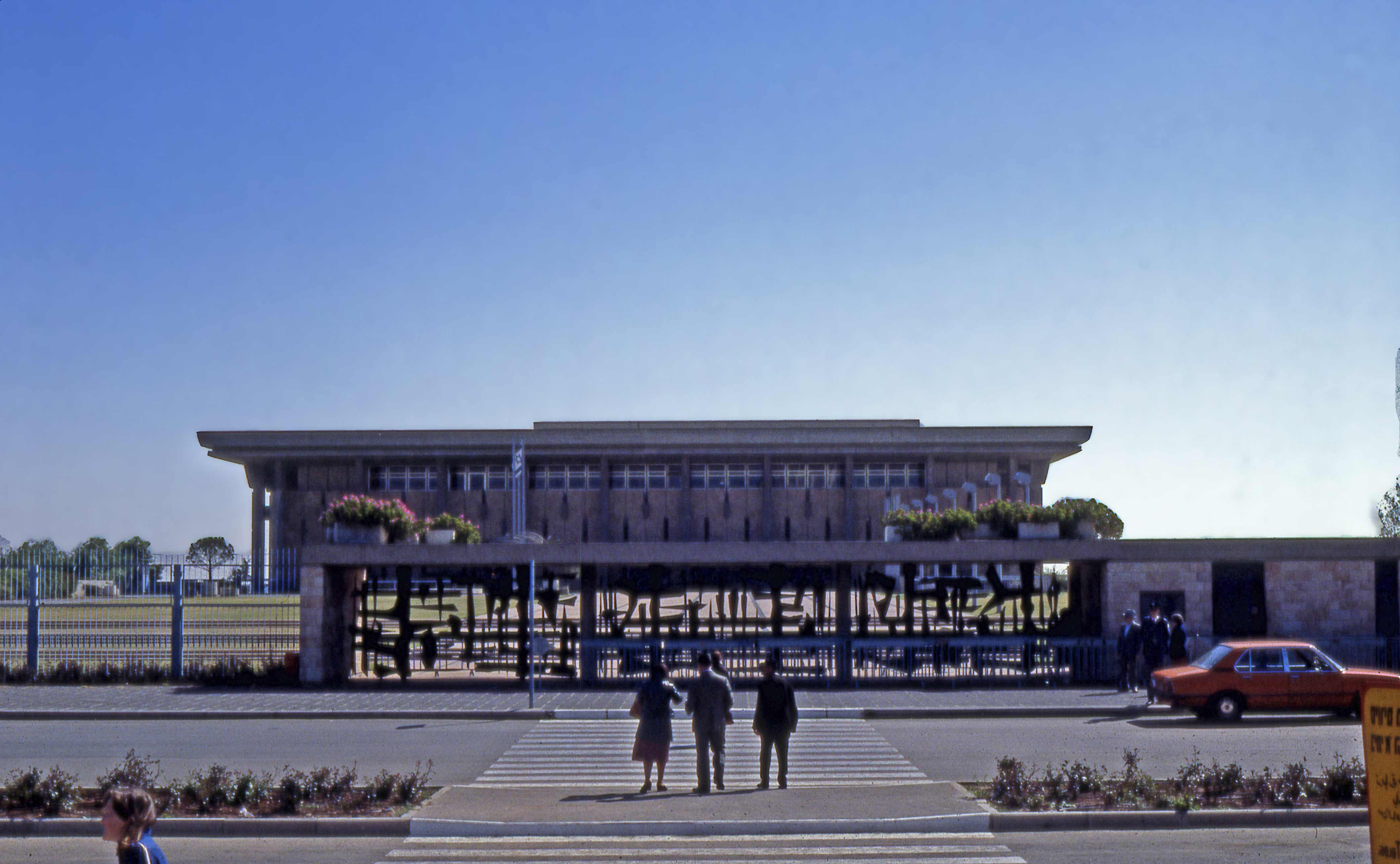
Die Knesset – Israels Parlament

- 21. März 1979: Die Knesset stimmt nach einer 28-stündigen Debatte mit 95 Ja-Stimmen, 18 Nein-Stimmen und 2 Enthaltungen für den Friedensvertrag vom Camp David mit Ägypten.
- 19. April 1978: Wahl von Yitzhak Navon zum 5. Präsidenten.
- 20. November 1977: Der ägyptische Präsident Anwar as-Sadat spricht in der Knesset.
- 17. Mai 1977: Wahl zur neunten Knesset.
- 11. November 1975: Der Parlamentspräsident spricht in der UN-Generalversammlung und verurteilt die Resolution 3379 vom 10. November 1975, in der der Zionismus als Rassismus verurteilt wird. Die Resolution 3379 wird erst am 16. Dezember 1991 zurückgenommen.
- 3. Mai 1975: Palästinensische Guerillas feuern zwei Raketen auf das Gebäude der Knesset. Bei dem Anschlag wird niemand verletzt, es entsteht nur geringer Sachschaden.
- 20. Mai 1974: Gedenksitzung für die 22 Opfer des Maalot-Anschlags.
- 31. Dezember 1973: Wahl zur achten Knesset.
- 10. April 1973: Wahl von Ephraim Katzir zum 4. Präsidenten.
- 12. September 1972: Gedenksitzung für die elf Opfer der Entführung bei den olympischen Spielen in München.
- 18. Mai 1970: David Ben Gurion legt sein Mandat nieder.
- 3. Februar 1970: Gesetzliche Festlegung: Jude ist, wer von einer jüdischen Mutter geboren ist oder der zum Judentum übergetreten ist und nicht einer anderen Religion angehört.

### 1960–1969

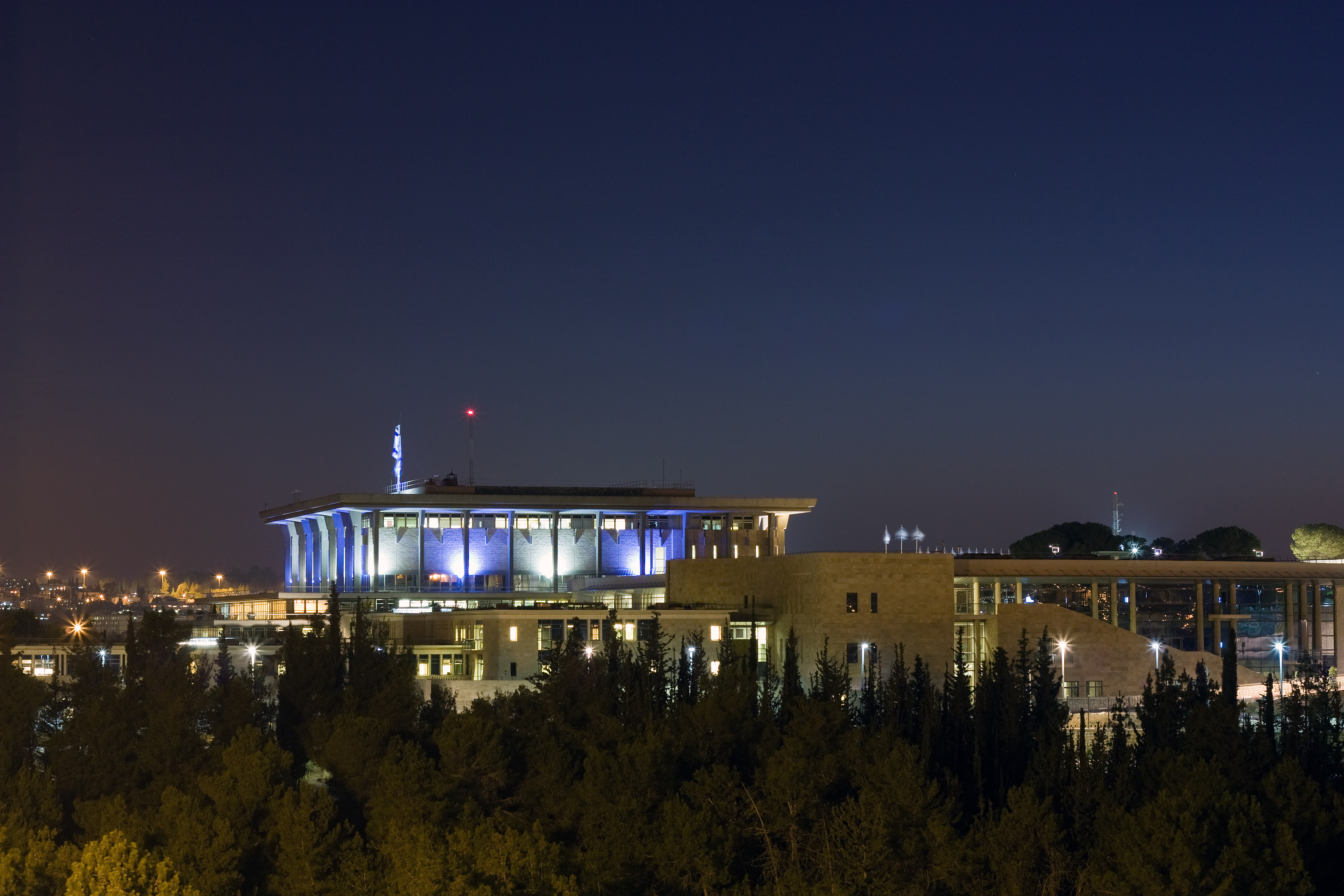
Das Gebäude der Knesset bei Nacht

- 28. Dezember 1969: Wahlen zur siebten Knesset.
- 18. Juni 1969: Der nach Marc Chagall benannte Chagall-Saal in der Knesset wird eröffnet.
- 25. November 1968: Gedenksitzung für die 12 Opfer des Terroranschlags auf den Mahane Yehuda Market in Jerusalem.
- 27. Juni 1967: Die Knesset beschließt Gesetze zur Vereinigung Jerusalems und zum Schutz der heiligen Stätten.
- 12. Juni 1967: 1. feierliche Sitzung der Knesset im wiedervereinten Jerusalem.
- 20. August 1966: Mit einem Staatsakt wird das neue Gebäude der Knesset im Jerusalemer Stadtteil Givat Ram eröffnet.
- 1. November 1965: Wahlen zur sechsten Knesset.
- 18. Mai 1965: Gedenksitzung zu Ehren des in Damaskus erhängten Spions Eli Cohen.
- 16. März 1965: Die Knesset stimmt der Entscheidung der Regierung zu, diplomatische Beziehungen mit der Bundesrepublik Deutschland aufzunehmen.
- 8. Juli 1964: Feierliche Sitzung der Knesset zu Ehren von Zeev Jabotinsky und seiner Frau, die in Jerusalem ihre endgültige Ruhestätte finden.
- 21. Mai 1963: Wahl von Zalman Schazar zum 3. Präsidenten.
- 12. Februar 1962: Finanzminister Levi Eshkol kündigt eine Stabilisierung der Wirtschaft an, zentraler Punkt ist eine Abwertung des Schekels um 70 Prozent.
- 15. August 1961: Wahlen zur fünften Knesset.
- 21. Dezember 1960: In einer Antwort auf eine parlamentarische Anfrage bestätigt die Regierung, dass sie den Bau eines Kernreaktors für Forschungszwecke genehmigt hat.
- 25. Juli 1960: Grundgesetzänderung: Landbesitz.
- 9. Mai 1960: Eine feierliche Sitzung zu Ehren des 100. Geburtstags von Theodor Herzl.

### 1950–1959

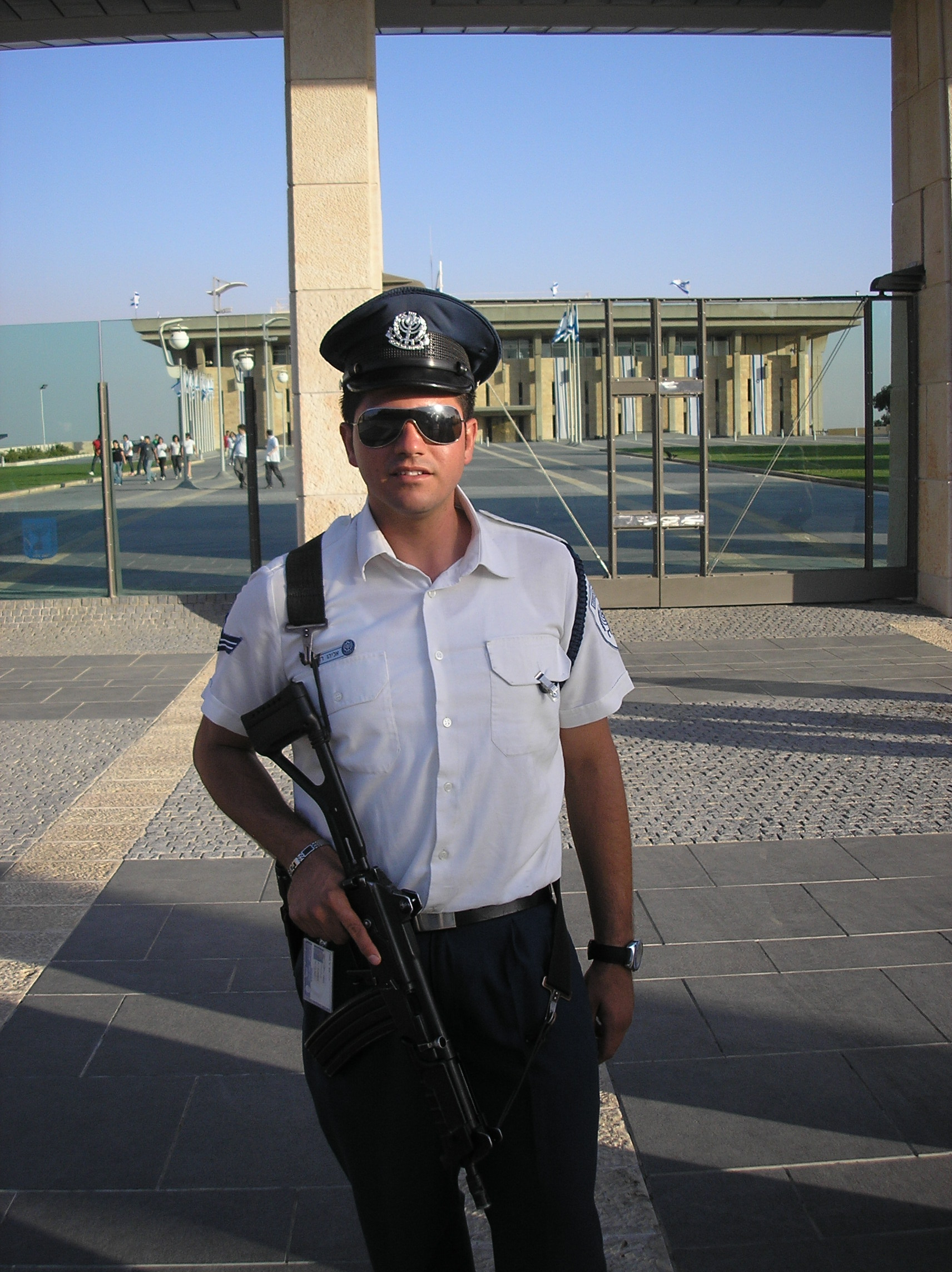
Ein Mitglied des Knesset-Sicherheitsdienstes

- 3. November 1959: Wahlen zur vierten Knesset.
- 14. Oktober 1958: Grundsteinlegung für das neue Gebäude der Knesset.
- 22. April 1958: Feierliche Sitzung zur zehnjährigen Unabhängigkeit.
- 12. Februar 1958: Grundgesetzänderung: Knesset.
- 29. Oktober 1957: Ein geistig gestörter Mann, dessen Motiv unbekannt ist, warf eine Handgranate ins Plenum der Knesset. Religionsminister Moshe Shapiro wurde schwer verletzt, der Ministerpräsident David Ben-Gurion und die Minister Golda Meir und Moshe Carmel wurden ebenfalls verletzt. Das Ereignis führte zur Gründung eines Sicherheitsdienstes im Jahr 1959, strengeren Sicherheitsmaßnahmen und dem Einbau eines Schutzglases.
- 12. Dezember 1956: Der Ministerpräsident berichtet in der Knesset über das Kafr Qasim.
- 15. April 1956: Die Menora-Skulptur des jüdischen Bildhauers Beno Elkan wird vor der Knesset aufgestellt.
- 26. Juli 1955: Wahlen zur 3. Knesset.
- 21. Februar 1955: Nach dem Rücktritt von Pinchas Lawon als Verteidigungsminister kehrt David Ben-Gurion als sein Nachfolger in die Politik zurück.
- 13. Dezember 1954: Ministerpräsident Moshe Sharett berichtet der Knesset über die Eröffnung eines Verfahrens in Ägypten gegen 13 jüdische Personen, die wegen Spionage und einer Serie von Bombenanschlägen in Kairo und Alexandria – der Beginn der Lawon-Affäre.
- 11. August 1954: Die Knesset hebt zum ersten Mal die Immunität eines ihrer Mitglieder auf. Shlomo Lavie von der Mapai war an einem Verkehrsunfall beteiligt, bei dem ein Mann getötet wurde.
- 8. Dezember 1952: Wahl von Jizchak Ben Zwi zum 2. Präsidenten.
- 21. Januar 1952: Menachem Begin wird wegen seiner Teilnahme an den Demonstrationen gegen die Aufnahme von Verhandlungen über Wiedergutmachungen mit Deutschland von den Sitzungen der Knesset für 3 Monate ausgeschlossen.
- 9. Januar 1952: Die Knesset beschließt die Aufnahme von Verhandlungen mit der Regierung der Bundesrepublik Deutschland über Reparationen für die Aufnahme, die Eingliederung und die medizinische Versorgung für vom NS-Regime verfolgte Juden. Die Debatte findet nach wütenden Protesten außerhalb des Knesset-Gebäudes statt.
- 30. Juli 1951: Wahlen zur 2. Knesset.
- 5. Juli 1950: Verabschiedung des Rückkehrgesetzes, das jedem Juden das Recht auf Einwanderung nach Israel gibt.
- 13. Juni 1950: Annahme der Hariri Resolution, mit ihr soll eine Verfassung in Form von einzelnen Grundgesetzen aufgebaut werden.
- 13. März 1950: Zum ersten Mal fand eine Sitzung der Knesset in der King George Street statt.
- 23. Januar 1950: Beschluss zum Bau eines Regierungs- und eines Parlamentsgebäudes.

### 1948–1949
- 14. Mai 1948: Der am 12. April 1948 gebildete Volksrat (hebräisch מוֹעֶצֶת הָעָם Mōʿetzet haʿAm), das 37-köpfige Übergangsparlament des Jischuvs mit Vertretern aller Parteien seiner zuletzt 1944 gewählten Repräsentantenversammlung (Palästina), beschließt und unterzeichnet die israelische Unabhängigkeitserklärung, um den gemäß UN-Teilungsplan für Palästina vorgesehenen Staat für Juden zu gründen.  Die vom Volksrat gewählte Provisorische Regierung Israels unter David Ben-Gurion tritt zusammen. Dieser verliest im Haus des ehemaligen Bürgermeisters Dizengoff in Tel Aviv öffentlich die Unabhängigkeitserklärung, womit er die Gründung Israels bekannt gibt.
- 15. Mai 1948: Die Mitglieder des Volksrates können nicht zusammenkommen, von der Abhaltung landesweiter Wahlen ganz zu schweigen, denn die Armeen von Ägypten, Irak, Libanon, Syrien und Transjordanien marschieren ein, um Israel zu beseitigen. Im so begonnenen Krieg um Israels Unabhängigkeit zerlegen die Invasoren Israel anfangs in getrennte Landesteile, viele israelische Zivilisten fliehen aus ihren umkämpften Wohnorten in gehaltene Orte. Schließlich kann Israel seine Unabhängigkeit und ein geschlossenes Gebiet behaupten und schließt die Waffenstillstandsabkommen von 1949 mit vieren der fünf Angreifer, das erste am 24. Januar mit Ägypten, dem stärksten Gegner, das letzte am 20. Juli mit Syrien.

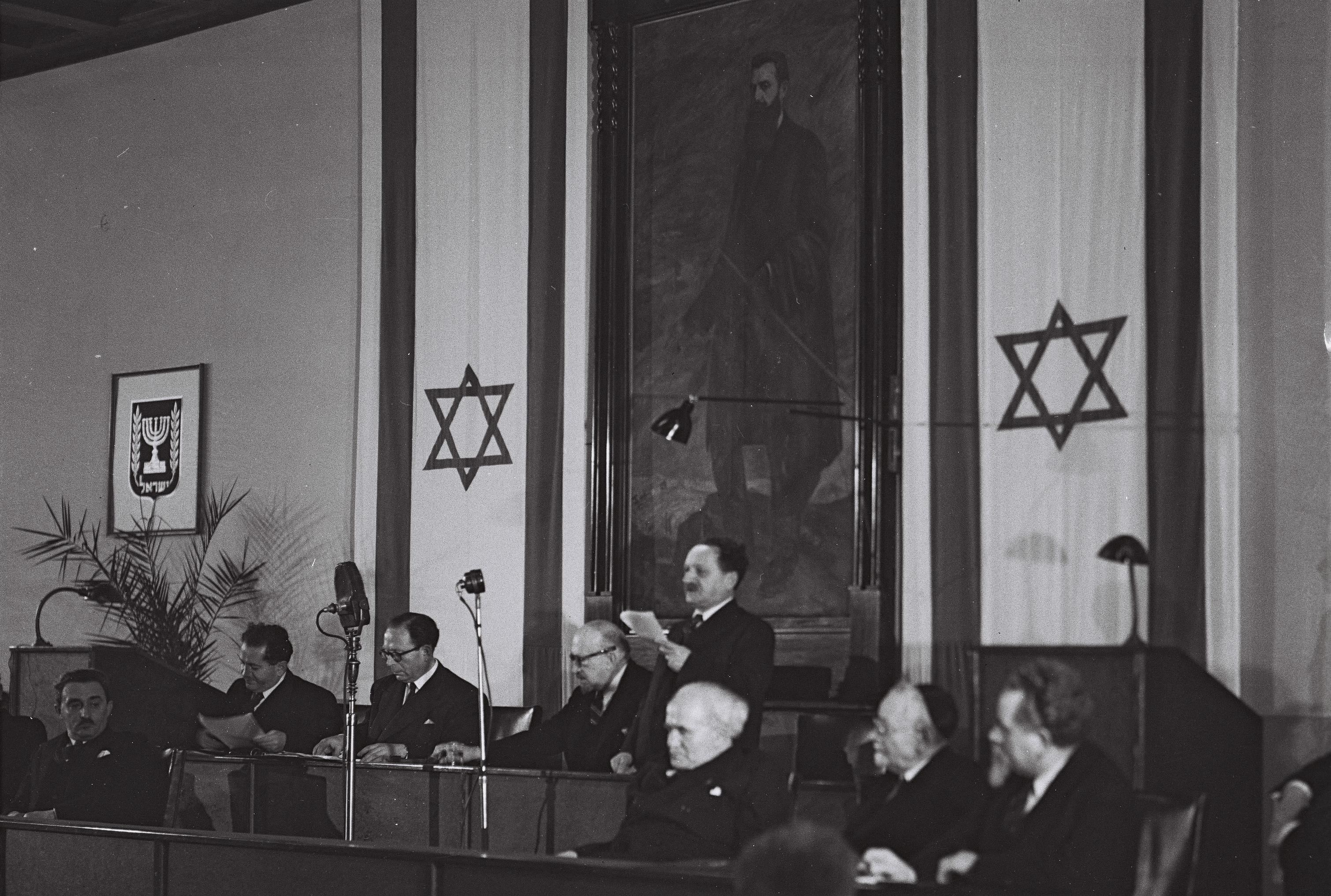
Parlamentspräsident Sprinzak spricht vor der Konstituanten

- 25. Januar 1949: Unverzüglich mit der Waffenruhe wählen die Israelis ihre Gründungsversammlung (nach französischem Beispiel Konstituante Versammlung genannt).
- 14. Februar 1949: Die Konstituante tritt in Jerusalem unter Vorsitz des Präsidenten des provisorischen Staatsrates, Chaim Weizmann, zusammen und wählt ihren ersten Parlamentspräsidenten Josef Sprinzak.
- 16. Februar 1949: Die Mitglieder der Konstituanten beschließen das Übergangsgesetz. Aus der Konstituanten Versammlung wird künftig die Knesset. Die Mitglieder wählen Chaim Weizmann zum ersten Staatspräsidenten Israels.
- 17. Februar 1949: Eröffnung der 1. Knesset durch Präsident Chaim Weizmann.
- 26. April 1949: Die Mitglieder der Knesset beschließen Gesetze über die Einwanderung, eine Sparpolitik und über die Rationierung von Mangelgütern zur Bedienung von Grundbedürfnissen.
- 16. August 1949: Sondersitzung aus Anlass der Umbettung der sterblichen Überreste Theodor Herzls aus Wien auf den Herzlberg in Jerusalem.
- 5. Dezember 1949: Die Mitglieder der Knesset erklären den israelischen Teil Jerusalems zum integralen und untrennbaren Bestandteil des Staats Israel als Reaktion auf den Vorschlag der UN, die Stadt wie im UN-Teilungsplan für Palästina vorgesehen nun doch noch als corpus separatum zu internationalisieren.
- 26. Dezember 1949: 1. Sitzung der Knesset im Haus der Nationalen Institutionen in Jerusalem.